# Архангельське (музей-садиба)
Музей-садиба «Арха́нгельське» (рос. Музей-усадьба «Архангельское») — палацово-парковий ансамбль XVIII—XIX століть поблизу міста Москви. Розташований у Красногорському районі Московської області, за 5 кілометрів від Московської кільцевої автомобільної дороги й приблизно за 3 кілометри від райцентру. Пам'ятка культури федерального значення.

## Історія садиби

### XVI—XVII століття

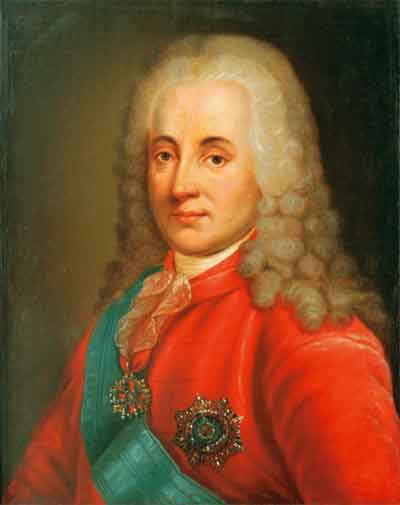
Д. М. Голіцин

Перша згадка про поселення на місці садиби належить до 1584 року. Це було невеличке сільце, що стояло на високому березі Москви-ріки, на відстані приблизно версти від Звенигородської дороги. Дві третини сільця були вотчиною Олексія Івановича Уполоцького, одна третина була маєтком Йосипа Матвієва сина Рязанцева. Була невеличка дерев'яна церква Архангела Михаїла. Маєток первісно називався за ім'ям власника «Уполози» або «Уполоці» (рос. Уполозы, Уполоцы). Надалі його власники мінялися: у 1617 році Уполози переходять до Немира й Григорія Киреєвських, у 1646 році вони вже нале́жать бояринові Федору Шереметьєву. У тому ж році сільце уперше згадане як рос. «Архангельское». У 1660—1667 роках володарі побудували там нову кам'яну церкву замість дерев'яної, яка збереглася й досі. За конструктивні особливості її приписують кріпаку-архітекторові XVII століття Павлові Потєхіну, що побудував також садибні храми в селах Марково та Нікольське-Урюпіно.
У 1678 році село переходить до князя Я. М. Одоєвського, у 1681 році  — до князя М. Я. Черкаського, нарешті, у 1703 році його власником стає князь Д. М. Голіцин.
На той час в Архангельському була лише невеличка дерев'яна тризрубна садиба-хороми на дві світлиці з сіньми, з лазнею, стайнею, поварнею, сараями і коморами. Тут також була оранжерея, одна з перших у Підмосков'ї наприкінці XVII ст., з лаврами та помаранчами.

### Перша половина XVIII століття
З 1730-х років вигляд садиби докорінно змінюється. Новий власник, Д. М. Голіцин, відійшовши від активного політичного життя, оселився в 1730 р. в Архангельському. Стара садибка, що стояла серед убогих халуп дворових, йому не сподобалася, тому осторонь і побудував дерев'яний палацик на 13 кімнат з печами, облицьованими голландськими кахлями і з каміном. Нововведенням був регулярний сад, що дещо нагадував барокові сади Голландії з липами, «першпективными дорогами» та «партирами». Арешт і смерть власника перервали подальший розвиток маєтку. Садиба занепала, палац поступово старів та руйнувався.

### Друга половина XVIII століття

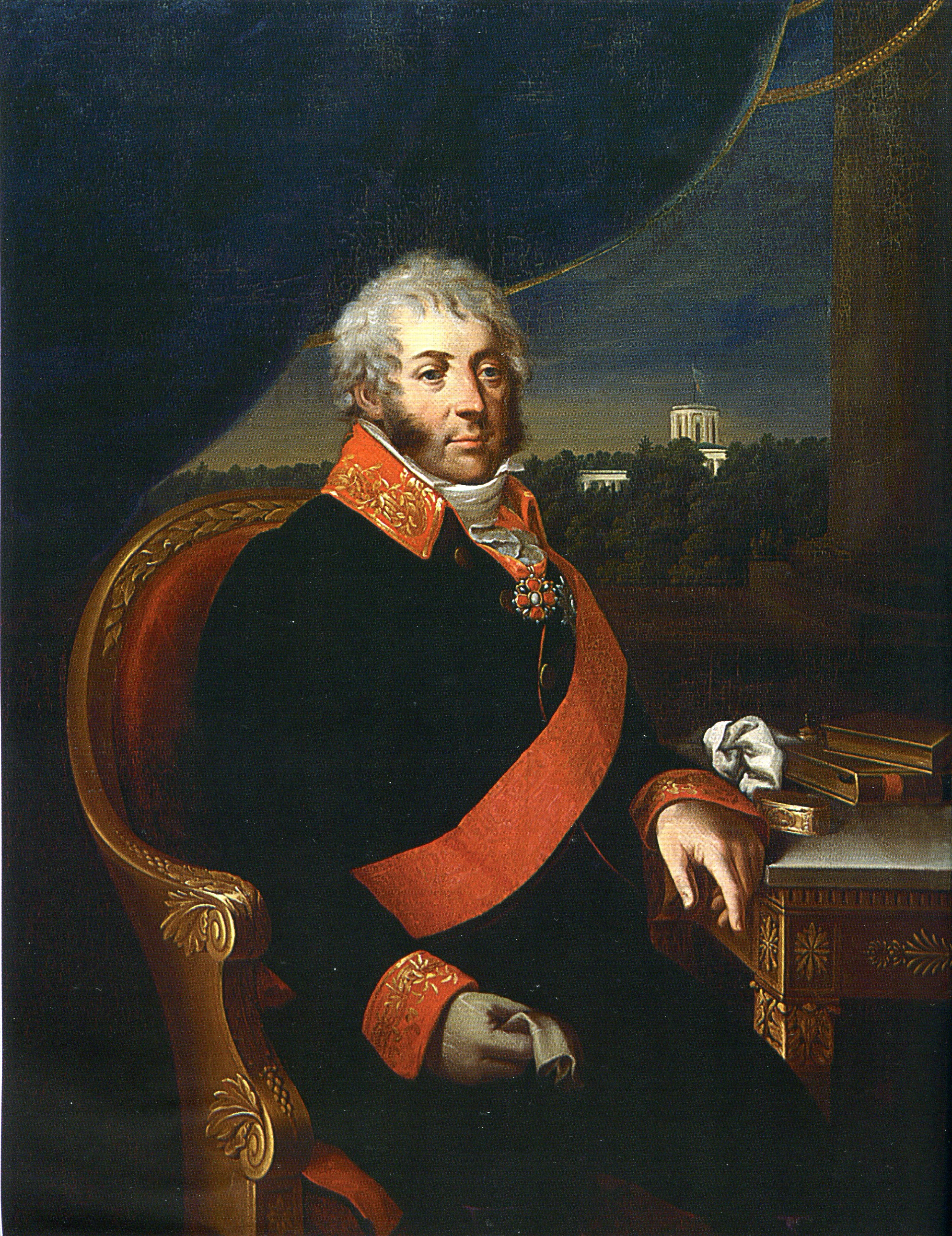
М. О. Голіцин

Історія нинішньої садиби «Архангельське» починається з онука Д. Голіцина — князя М. О. Голіцина. Вельможа бував за кордоном, мешкав у Парижі, де замовив проект нового палацу французькому архітекторові Ж. Ж. Герну.
Ж. Ж. Герн ніколи не був у Російській імперії. Він будував у провінційних містах Франції (в Безансоні та ін.), проте добре знав зразки садиб Франції XVIII століття, Люксембурзький палац Соломона де Броса, палац Мезон-Лафіт архітектора Франсуа Мансара. У схожому стилі був збудований і палац в Архангельському, лише його декор виконаний не в стилі французького бароко XVII ст., а в стилі класицизму XVIII століття.
Парк Д. Голіцина був докорінно переоблаштований. Було перебудовано оранжереї. За проектом архітектора Джакомо Тромбара в парку спорудили дві тераси італійського типу з балюстрадами. Тоді ж було збудовано й першу будівлю «Каприз» з манежем та бібліотекою, першу будівлю «Конторського флігеля». Старий дерев'яний палац був розібраний, і в 1784 році почали будувати новий.
Будівництво в садибі тривало майже 30 років. Князь помер у 1809 р., а наступного року удова продала садибу відомому вельможі М. Юсупову.

### Перша половина XIX століття

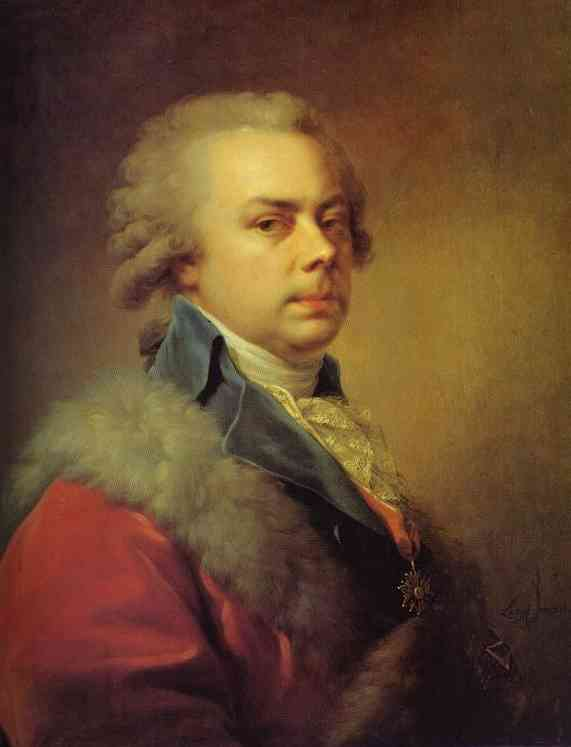
Князь М. Б. Юсупов
Художник Й. Б. Лампі

Майно Юсупова входило до п'ятірки найбільших в імперії, він був власником 20 000 кріпаків. Він теж пожив за кордоном, де почав колекціонувати живопис майстрів Західної Європи XVII—XVIII ст. та ужиткове мистецтво. Придбавши у 1810 році Архангельське, він перевіз туди свої багаті колекції із свого петербурзького будинку. Будування ансамблю, почате ще за Голіцина, тривало до війни з Наполеоном. Перед приходом неприятеля картини відвезли до Астрахані, скульптури закопали у землю. Французи-завойовники пограбували садибу, а кріпаки навколишніх сіл, зчинивши бунт, попсували інтер'єри палацу. Після війни роботи поновилися. У будуванні взяв участь відомий московський архітектор Й. Бове, а також І. Жуков, Є. Тюрін, С. Мельников — архітектори Експедиції кремлівського будування, головним начальником якої був Юсупов. У 1820 році у палаці сталася пожежа. Частину художніх коштовностей вдалось врятувати.
Ремонт тривав два роки, перебудування й добудування тривали протягом всіх 1820-х років. Палац набув ампірного вигляду, його пофарбували у сучасні кольори: жовтий з білим. Наприкінці 1820-х років Архангельське вступило у добу свого розквіту. У садибі діяв свій порцеляновий «завод» (точніше, майстерня з розписування й випалювання порцеляни), вироби якого високо цінувалися у Росії. Архангельські сервізи розходилися переважно як подарунки. Існував кріпацький театр, ботанічний сад, оранжереї. Серед гостей садиби — П. Вяземський (1830) та О. С. Пушкін, який був тут двічі: у 1827 та в 1830 роках. Своє захоплення красотами садиби поет вилив у своєму посланні «До вельможі» (К вельможе), де поруч з дифірамбами її власнику він згадує й скарби Архангельського: «…Книгохранилище, кумиры, и картины, И стройные сады свидетельствуют мне, Что благосклонствуешь ты музам в тишине, Что ими в праздности ты дышишь благородной…»

### Друга половина XIX— початок XX століття

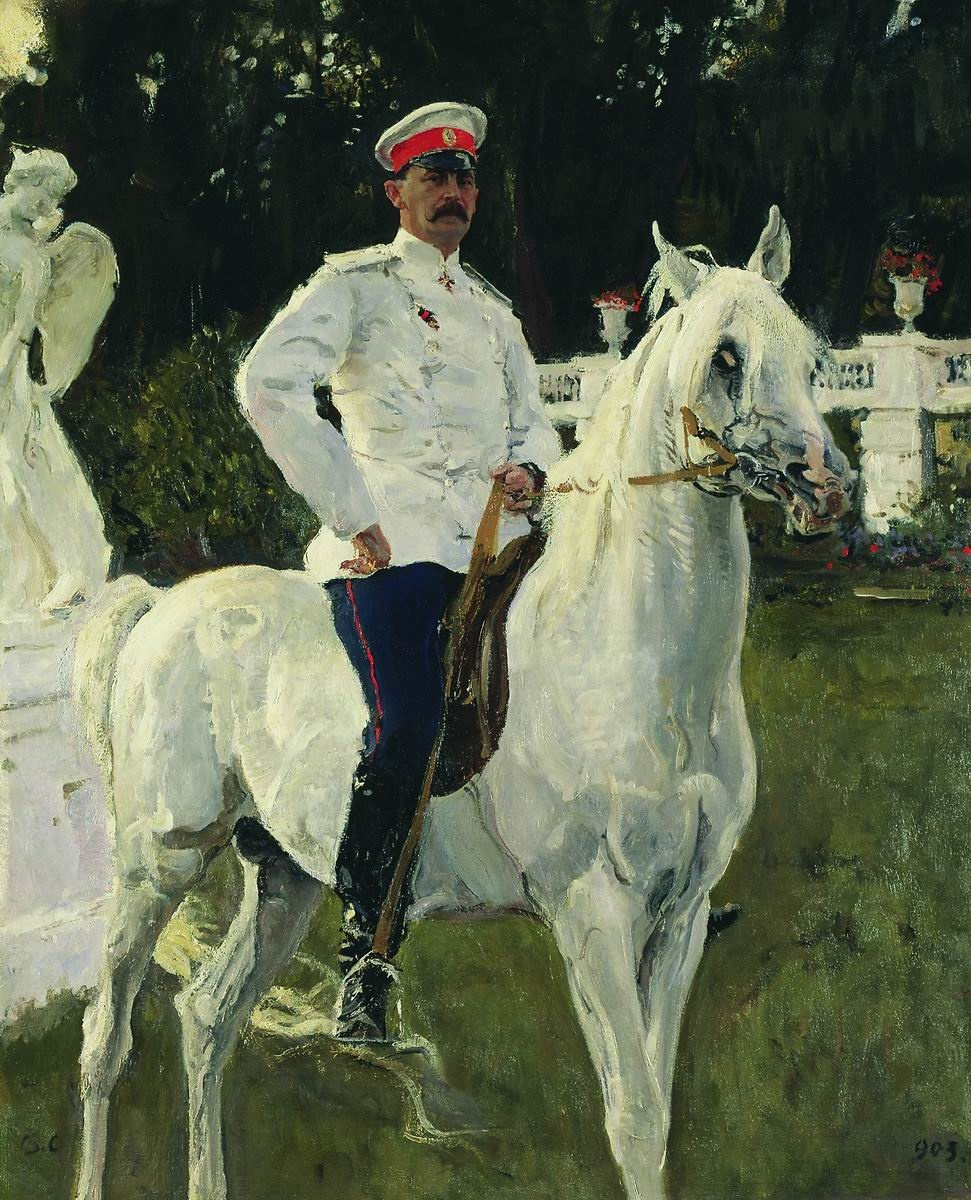
Худ. В. О. Сєров. Граф Ф. Ф. Сумароков-Ельстон

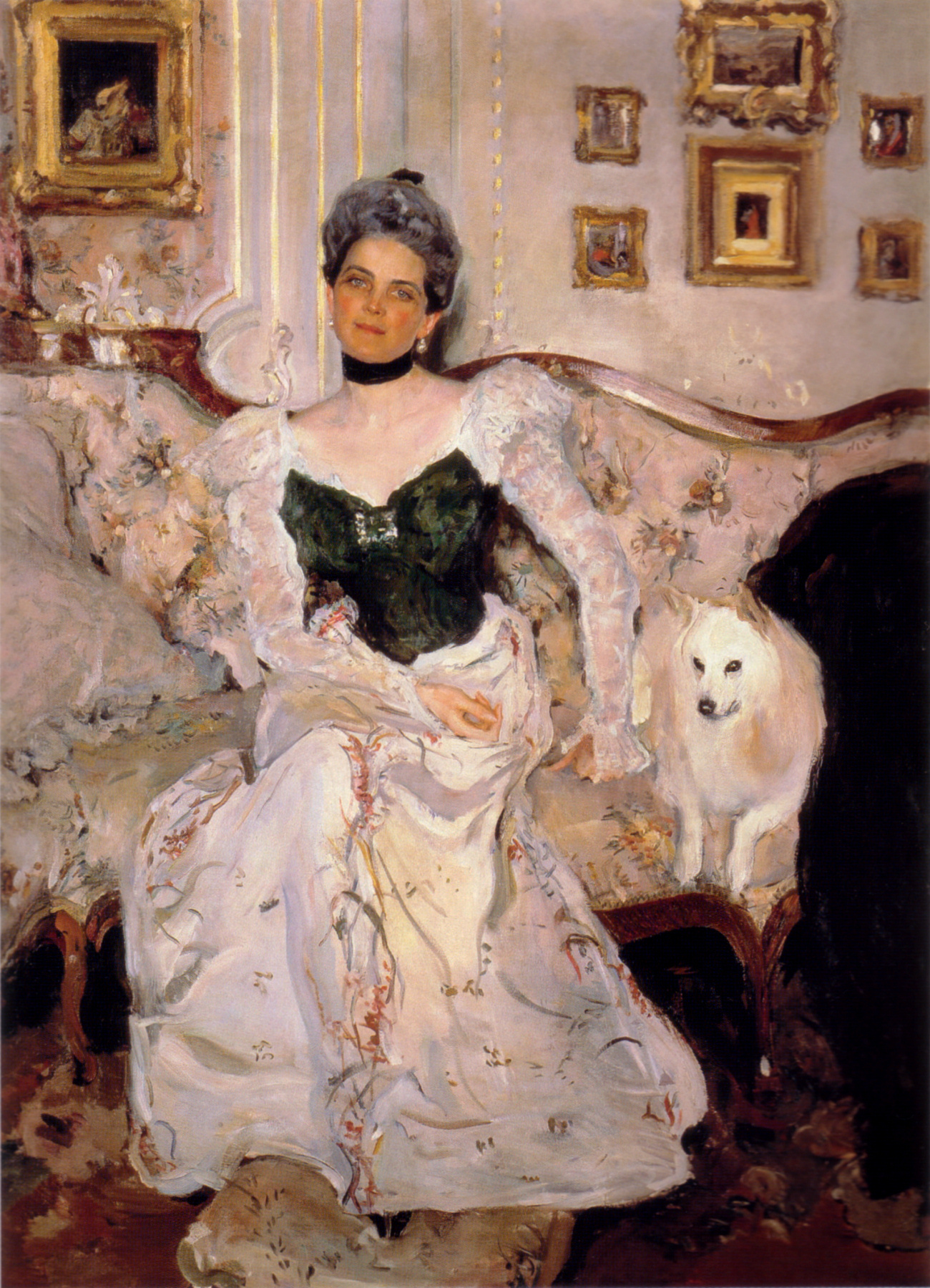
Худ. В. Сєров. Власниця Архангельського княгиня З. Юсупова

Після кончини М. Б. Юсупова в 1831 році Архангельське починає занепадати. Спадкоємець садиби, князь Б. М. Юсупов не проявляє до нього інтересу, значну частину живопису й скульптури він перевозить до Петербурга, а порцеляновий завод, зданий в оренду, діє до 1841 р. Але садиба продовжує приваблювати московську публіку, зокрема, діячів культури: в 1833 році її відвідують О. І. Герцен та М. П. Огарьов. Садиба дивним чином збереглася попри руйнації і загибель інших (палац Розумовського в місті Батурин, садиби в Яготині, Камбурлея в селі Хотень, Завадовського в Ляличах та ін). Потім маєток переходить до сина князя, М. Б. Юсупова (молодшого). Він мешкає здебільшого за кордоном і теж мало звертає на нього уваги. Далі рід Юсупових за чоловічою лінією припиняється, З. М. Юсупова, дочка М. Б. Юсупова, одружується з графом Ф. Ф. Сумароковим-Ельстон. Подружжя Сумарокови-Ельстон стали останніми власниками садиби й подовгу жили в Архангельському. Вони запрошували до себе, окрім царських осіб, і діячів російської культури кінця XIX — початку XX ст. Так, тут гостювали композитори І. Ф. Стравінський та К. М. Ігумнов, художники О. М. Бенуа, К. Є. Маковський, К. О. Коровін, В. О. Сєров (останній написав, окрім портретів господарів, також і ікону для храму). У 1906—1916 роках на колишньому господарчому дворі було збудовано храм-усипальницю з колонадами. У 1919 році Сумароковим-Ельстон і їхньому синові Ф. Ф. Юсупову доводиться назавжди залишити Росію, вони знаходять притулок у Франції.

### Архангельське у радянські часи
У 1917 році садибу було націоналізовано, деякий час тут була резиденція Л. Д. Троцького. 1919 року відкрито історико-художній музей. Частина живопису була передана до московських музеїв та до Ермітажу, деякі продані за кордон. Із 4 сотень картин у Палаці залишилось близько 100. Здебільшого це живопис, який був невід'ємною частиною інтер'єру (зокрема, полотна Робера, Тьєполо, де Куртейля). У 1933 році на території садиби був створений військовий клінічний санаторій, через що садиба зазнала деяких втрат. Так, було зруйновано арку «Римські ворота», оранжереї, знищено пам'ятні колони імператорів Олександра ІІ та Миколи ІІ. У 1934-37 роках на місці оранжерей та «Римських воріт» було збудовано санаторські корпуси. Архітектор В. П. Апишков, якому було доручено будування, зумів не порушити новоділом ансамблю садиби: два жовто-білих корпуси в стилі неокласицизму справляють враження старовинних і цілком уписуються у її панораму. Між корпусами — оглядовий майданчик, з якого відкривається чудовий вид на старицю Москви-ріки та «Лохін острів». Нижче корпусів, на схилі річкової долини, за радянських часів зведено величні сходи (перебудовані у 1990-х). Обсаджені стрункими туями, вони продовжують вісь симетрії ансамблю й ведуть до річкової заплави. Також на території садиби влаштували одну із тренувальних баз спортивного клубу Міністерства Оборони СРСР — ЦСКА, яка проіснувала до кінця 1990-х.

### Сучасність
Тривалий час музей приналежав Міністерству Оборони й був одним цілим з санаторієм. У 1996 році всі історичні будови й землі під ними були відокремлені від санаторію й управління ними передано Міністерству культури. Число відвідувачів садиби з другої половини 1990-х різко підвищилось. Для відвідин відкриті деякі зали Палацу, театр, парк та садові павільйони. Для мешканців Москви садибний парк давно став популярним місцем відпочинку. На вихідні й свята там завжди можна побачити молодят — відвідини садиби стали неодмінною частиною весільної програми москвичів. У садибі проходять джазові фестивалі під назвою «Садиба Джаз», концерти камерної музики. У «Колонаді» й «Конторському флігелі» відкриваються тимчасові виставки.
На жаль, близькість Архангельського до Москви та його розташування у престижному районі останнім часом приваблюють бажаючих придбати нерухомість поруч садиби. Широко відомою стала історія про продаж у приватні руки ділянок землі в охоронній зоні музею-садиби з наступним забудовуванням і частковим вирубанням колишніх пейзажних гаїв.
З нагоди прийдешнього 100-річчя відкриття музею (осінь 2019 р.) в 2018—2019 роках проводилися масштабні роботи з реконструкції парку й будівель садиби, а також реконструкція прилеглої території санаторію. У червні 2020 почалася масштабна реконструкція екстер'єру Палацу, яку планується завершити через два роки.

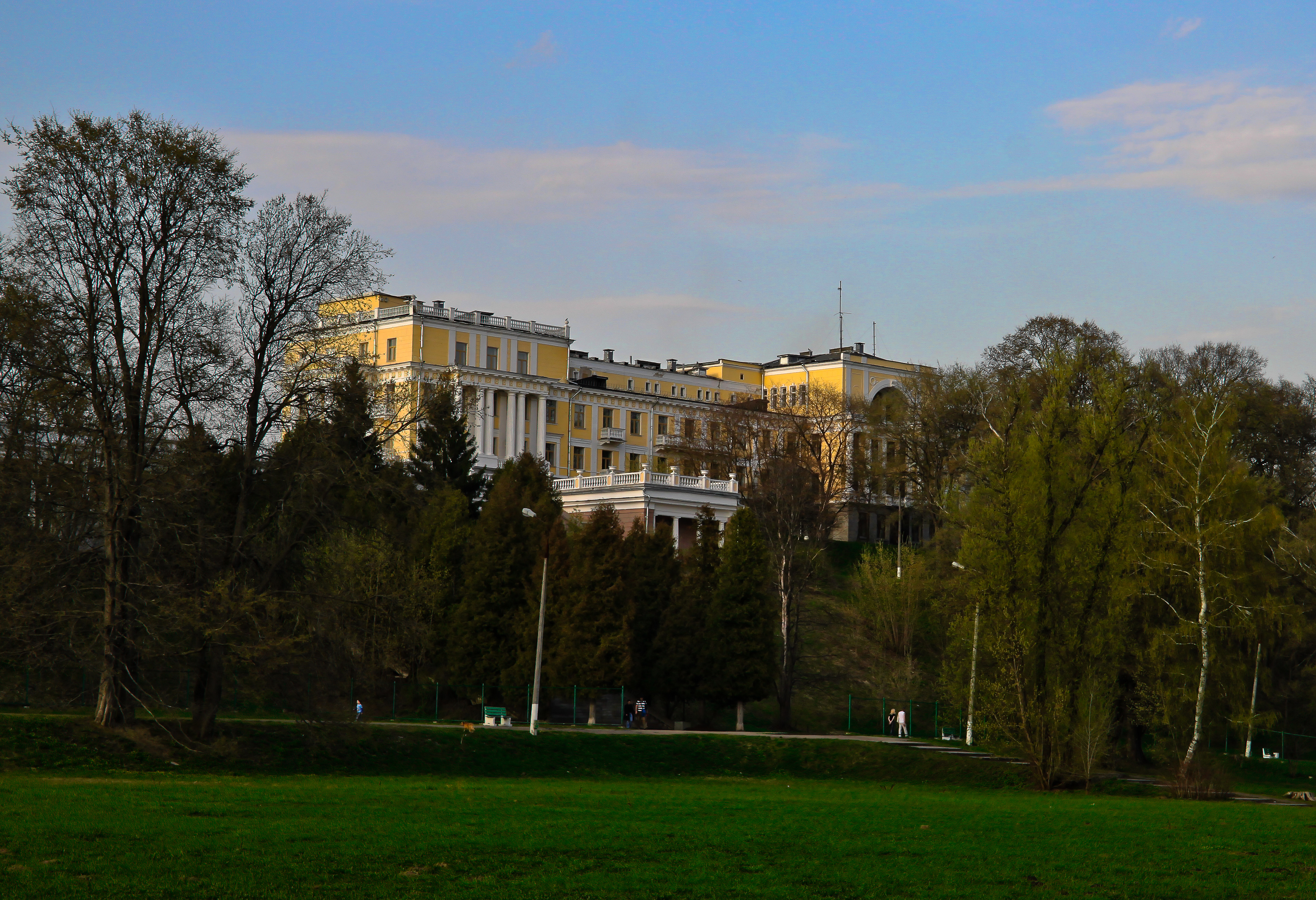
Корпус санаторію на місці лаврової оранжереї
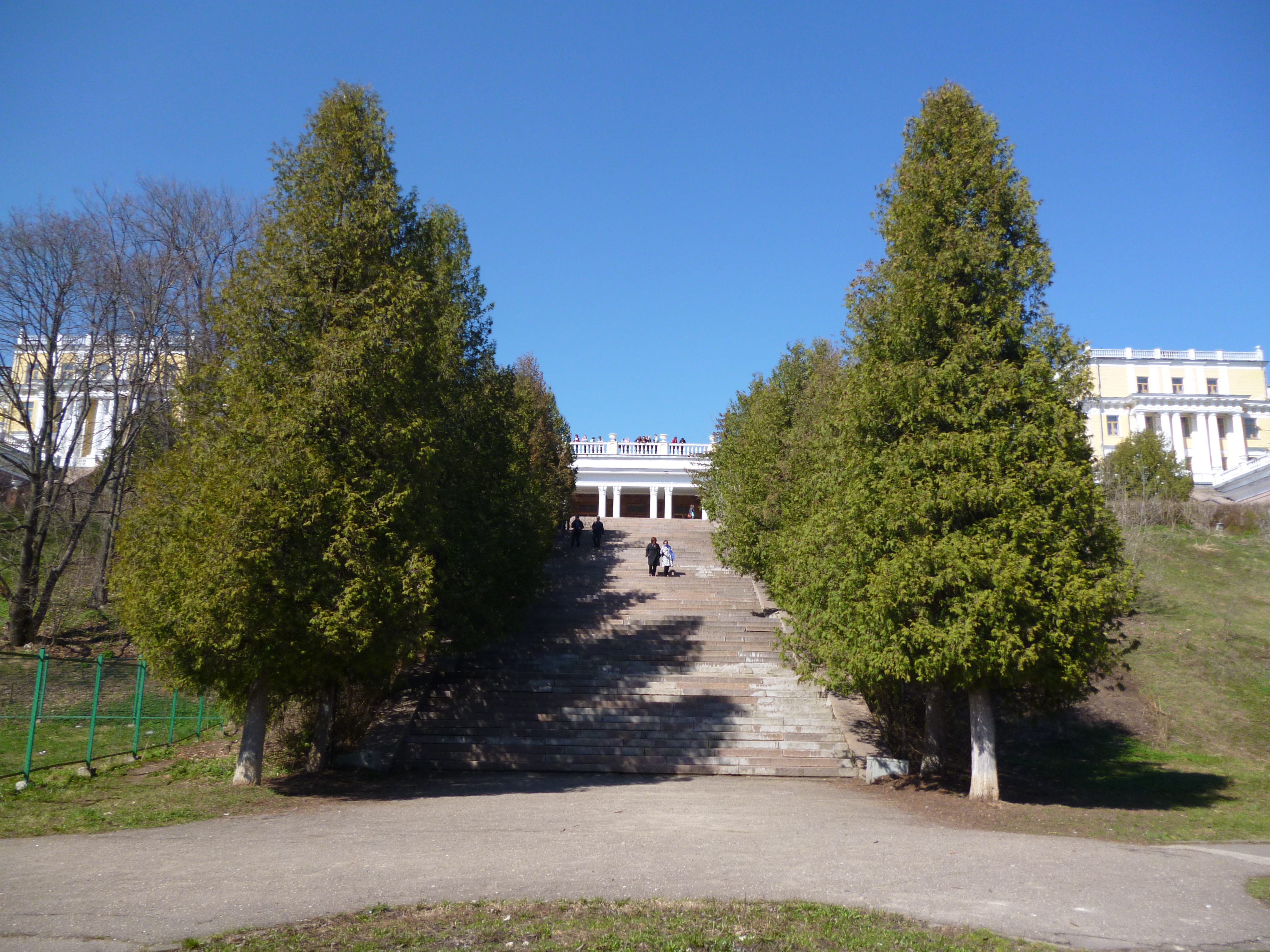
Сходи зі заплави Москви-ріки
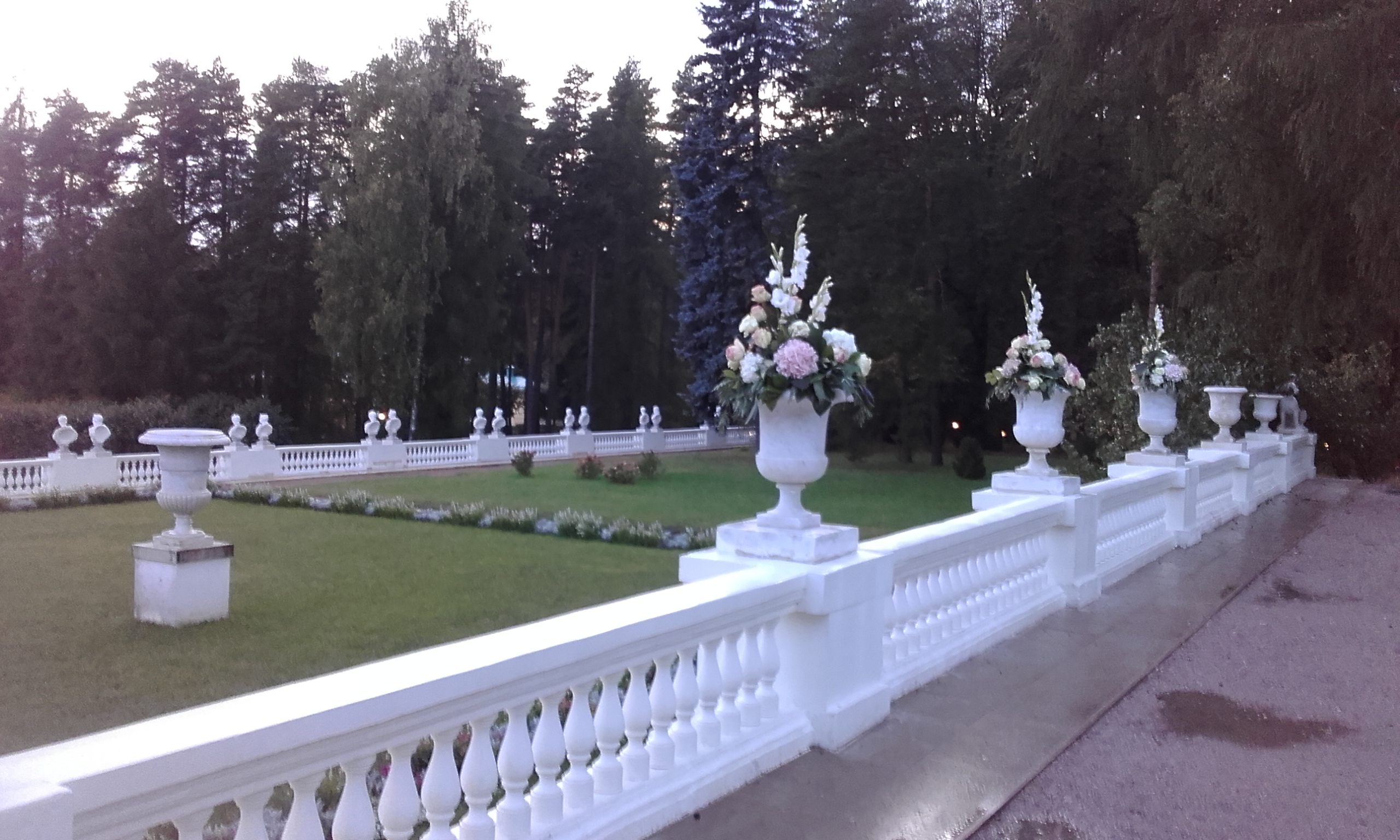
Верхня тераса, убрана на святкування 100-річчя музею

## Скарби садиби

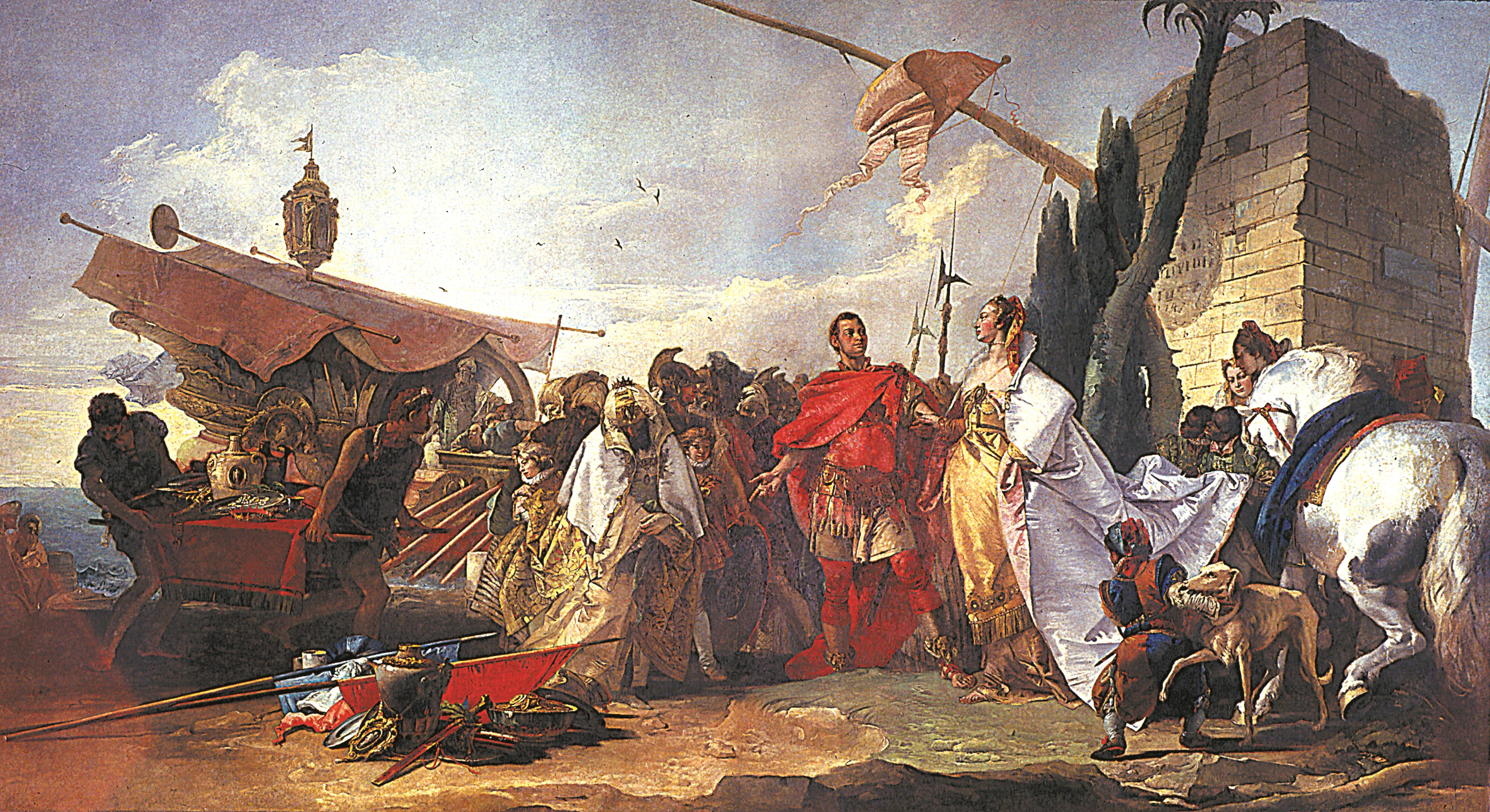
Дж. Б. Тьєполо. «Зустріч Антонія і Клеопатри в порту»

### Живопис
Картинна галерея М. Б. Юсупова вважалась на початку XIX ст. одним із найкращих приватних зібрань у Європі. У часи розквіту в колекції Архангельського налічували близько 400 картин. Значна частина картинної галереї була вивезена із садиби ще в XIX столітті. Картини із архангельського зібрання можна побачити в Ермітажі та в інших музеях. У музейній колекції садиби на початок XXI ст. зберігається близько 100 полотен голландської, французької, італійської шкіл живопису. Російський живопис, за рідкісними винятками (Ф. Я. Алексєєв, А. Орловський, М. Ф. Полтєв), майже не представлено.

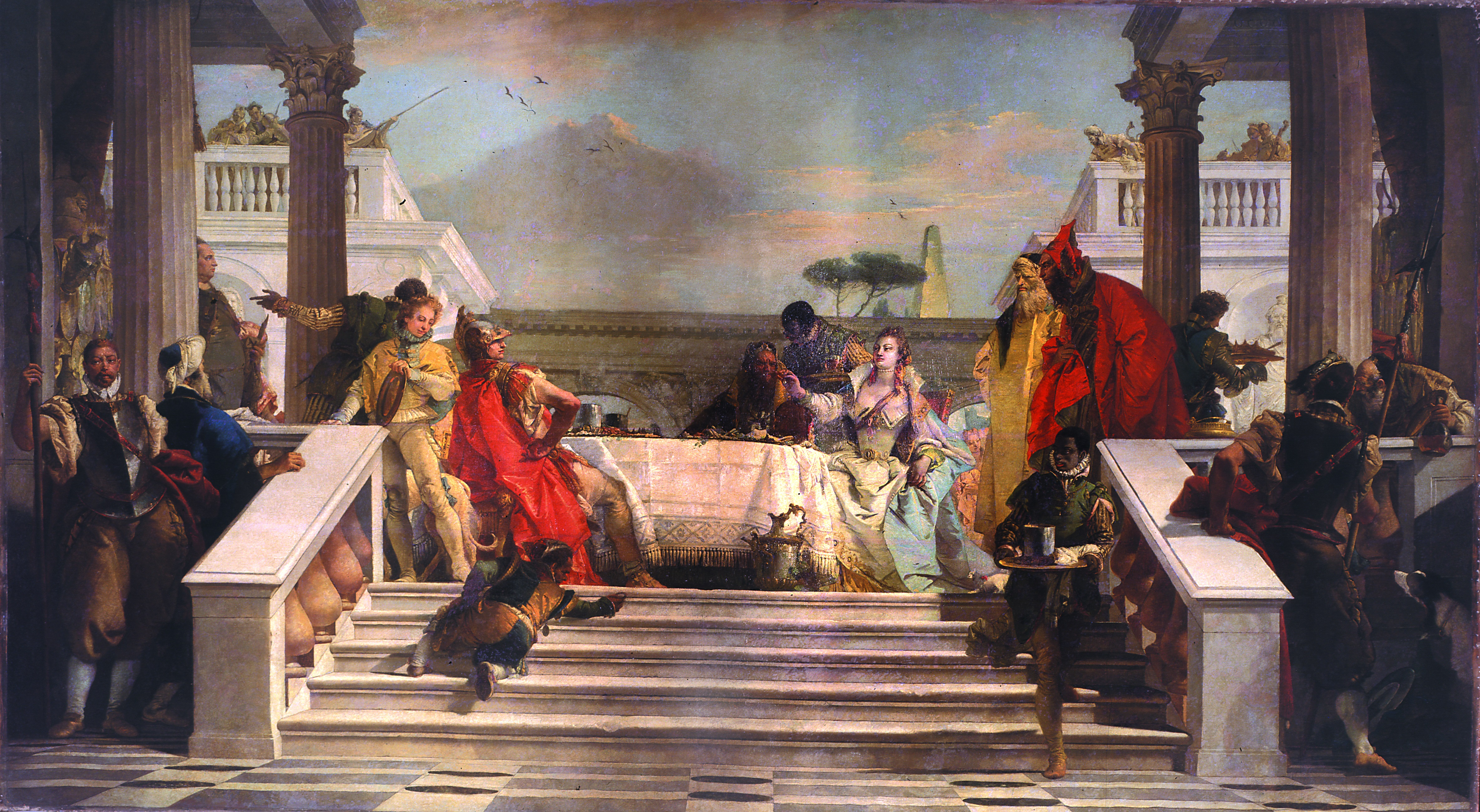
Дж. Б. Тьєполо. «Бенкет Клеопатри на честь Антонія»

Серед майстрів Італії — твори Карло Маратті («Мадонна з немовлям»), Помпео Батоні («Венера та Амур»), Гаетано Гандольфі («Марія Магдалина в пустелі»), Франческо Тіроні («Гранд-Канал у Венеції»), П'єтро Ротарі («Поселянка під деревом», також багата колекція «дівочих головок»), Якопо Амігоні («Вакх та Аріадна»), Джованні Панніні («Інтер'єр собору Св. Петра в Римі»), Гаспаро Діціані («Йосип Прекрасний та дружина Пентефрія»), Бернардо Белотто («Великий канал у Венеції» та ін.) та ін. Родзинкою збірки є два величезних полотна Дж. Б. Тьєполо «Зустріч Антонія і цариці Єгипту Клеопатри в порту» та «Бенкет Клеопатри на честь Антонія» (тема Марка Антонія й цариці Клеопатри VII була улюбленим мотивом творчості художника). Для розміщення їх було спеціально змінено планування Палацу: дві зали були перетворені на одну («Салон Тьєполо»).
Французький живопис представлений полотнами Юбера Робера (вони займають дві зали Палацу, спеціально перебудовані під ці картини), Шарля Лебрена («Жертвопринесення Іфігенії»), Ш. А. Ф. ван Лоо («Електричний дослід» і «Пневматичний дослід»), Франсуа Буше («Злякана купальниця»), К. Ж. Верне («Приморський вид», «Туманний вечір у гавані»), О. Верне («Турок і козак»), Ж. Ф. Ж. Свебаха («Привал кавалерії»), Г. Ф. Дуаєна («Андромаха захищає Астіанакса», «Тріумф Клавдія, переможця карфагенян»), Елізабет Віже-Лебрен («Портрет співачки А. Каталані»), учнів Давіда Марії Монже («Викрадання дочок Левкіппа») й А. Ш. Караффа («Присяга Гораціїв»). Пензлю французького художника Ніколя де Куртейля належать плафон «Зефір та Психея» (тривалий час неточно називалося «Амур та Психея») в Овальній залі, портрет акторки кріпацького театру Юсупова Анни Борунової.
Із фламандських майстрів: Ван Дейк (зберігся «Портрет невідомої») та учень Рубенса Абрахам ван Діпенбек («Мінерва захищає Плодючість»). В архангельській колекції колись були й два портрети пензля Рембрандта. З 1834 року вони знаходилися в Петербурзі, у 1919 році вивезені за кордон і продані Ф. Ф. Юсуповим.
З нечисленних робіт російських майстрів: «Портрет імператора Павла І» С. С. Щукіна, «Вид Палацової набережної від Петропавлівської фортеці» Ф. Я. Алексєєва, «Вершник» (вигаданий портрет предка Юсупових, хана Юсуфа) А. Орловського, «Йосип та дружина Пентефрія» і «Венера та Марс» М. Ф. Полтєва.

### Скульптура

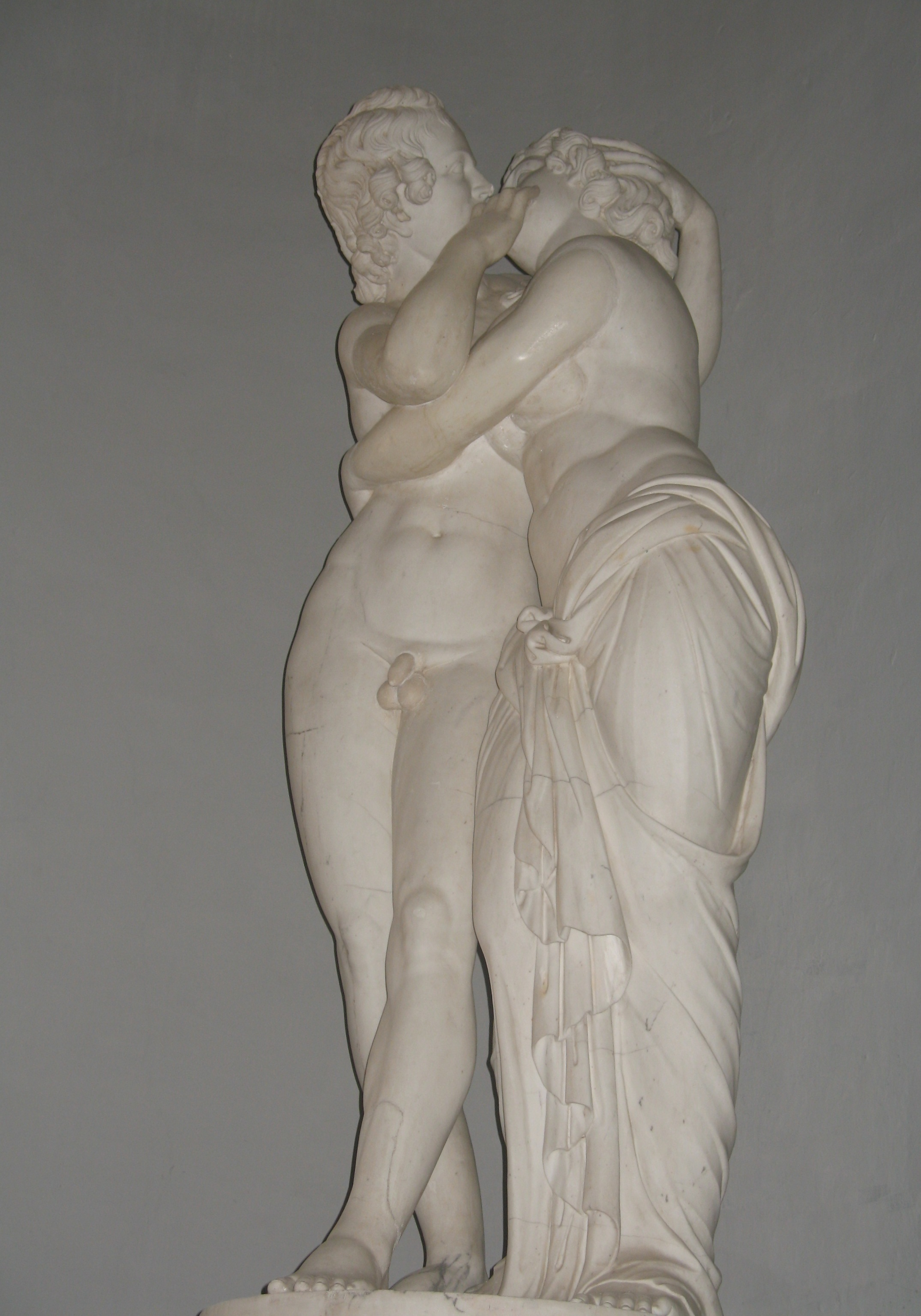
Скульптурна група «Амур і Психея»

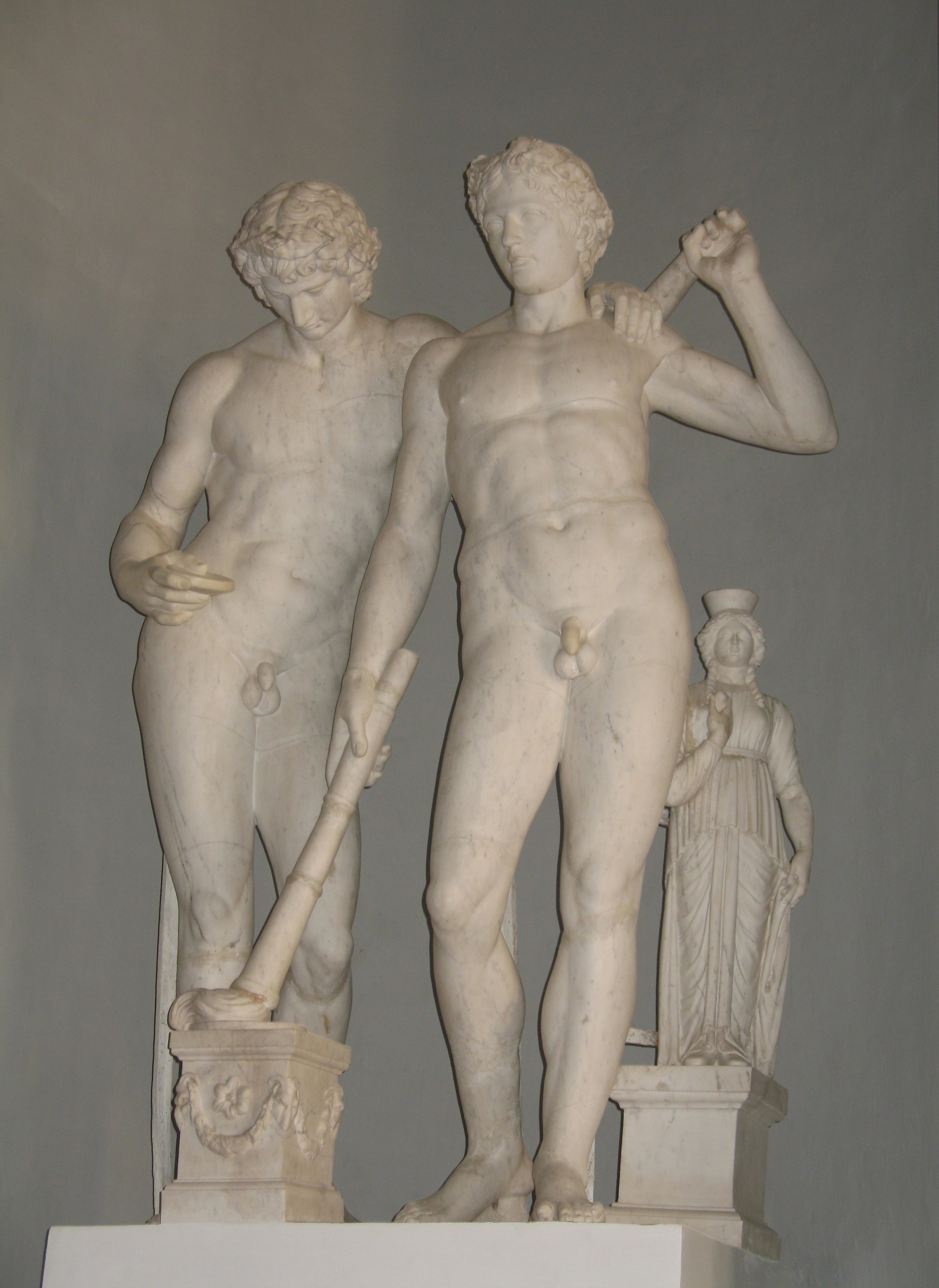
Скульптурна група «Кастор і Поллукс»

У скульптурі Юсупов був шанувальником антиків та італійців. У Росії для нього працювали італійці Кампіоні, Альбачині, Тріскорні. Серед скульптур Палацу слід відзначити скульптурні групи «Кастор і Поллукс» і «Амур і Психея» в «Парадному вестибюлі», статуї «Спляча Венера» в Салоні Тьєполо, «Воїн, який надіває обладунок» в 1-му салоні Робера, «Сидяча Венера» в «Парадній їдальні». Крім того, в Палацу знаходяться погруддя, барельєфи й геми. В «Амуровій кімнаті» до 1830-х років стояла ще одна скульптурна група «Амур і Психея» роботи Антоніо Канови (зараз в Ермітажі). Широко представлена і паркова скульптура. На Нижній терасі парку стоять копії статуй Аполлона Бельведерського та Діани Версальської. На південному краю «Зеленого партеру» — парні чоловічі фігури, кожна у три метри заввишки — збільшені копії з оригіналу давньогрецької статуї «Борець Боргезе», який знаходиться у Луврі. У парку розставлені і деякі інші статуї, а також погруддя, герми, фігури левів, собак, вазони — всього понад сотню фігур. Вони розташовані здебільшого на терасах, але деякі стоять біля «Зеленого партеру» та в інших місцях. Фігури лежачих левів на п'єдесталах прикрашають бічні фасади Палацу, між левами встановлено старовинні морські гармати. На зиму паркову скульптуру прибирають у дерев'яні ящики.

### Бібліотека
Багате книжкове зібрання було ще в Д. М. Голіцина — 6 тис. книг (у тому числі 335 рукописів). Після його арешту бібліотеку було конфісковано й вивезено з Архангельського, його синові повернено лиш рештки. До 1931 року голіцинська бібліотека знаходилась в іншому маєтку Голіциних — садибі Нікольське-Урюпіно, згодом повернена до Архангельського. У М. Б. Юсупова теж була багата бібліотека (30-50 тис. томів). Серед них: твори Вольтера, Ж. Ж. Руссо, Мольєра, П. Корнеля, Ф. Шиллера, Д. Мільтона та ін., книжки з історії, дипломатії, описи подорожей, твори античних авторів. Серед слов'янських видань слід відзначити «Острозьку Біблію» Івана Федорова 1581 року та «Патерик, или отечник печерский», надрукований у Києві в 1678 році. «Патерик» — родинна реліквія, отримана князем у спадщину. Також наявні твори російських класиків кінця XVIII — початку XIX століття: О. С. Пушкіна, В. А. Жуковського, Д. І. Фонвізіна, І. І. Лажечникова. Після 1920 р. близько 10 тис. книжок архангельської книгозбірні передали до московських публічних бібліотек. Але й зараз в садибі багате книжкове зібрання (16 тис. томів). Приміщення бібліотеки розташовані на другому поверсі Палацу.

## Архітектурно-парковий ансамбль

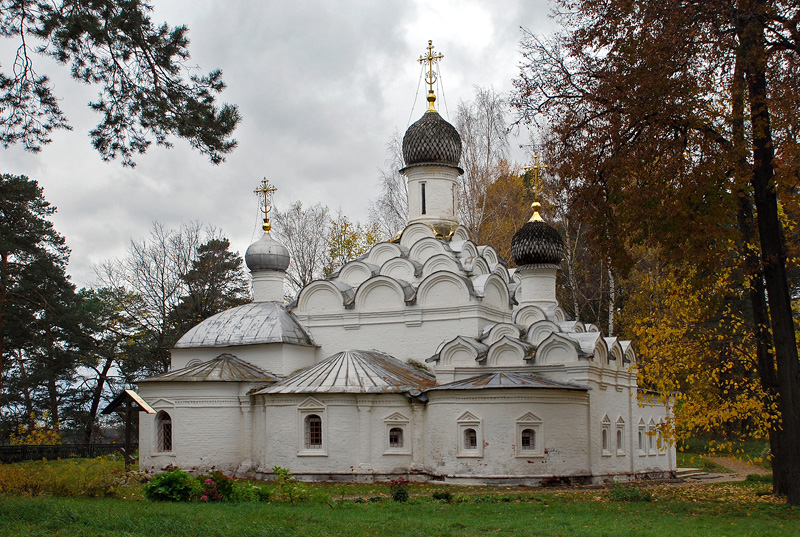
Церква Архангела Михайла
Вигляд зі сходу

Планування парку та Палацу підпорядковане центральній осі симетрії, яка йде з півночі на південь. Вона йде уздовж «Імператорської алеї», проходить через в'їзну арку, Парадний двір, Палац і тераси. Ансамбль Архангельського відзначається продуманістю загального плану, використанням природного рельєфу місцевості, підпорядкуванням кожного мотиву загальній художній задачі. Садиба створювалась протягом півстоліття (1780—1830), тому на ній відбилися зміни стилю класицизму, але весь ансамбль дивовижно гармонічний. Слід зважити на невідповідність стилю парку й стилю Палацу: останній, збудований у 1780-х роках у стилі класицизму, мав бути оточеним пейзажним англійським парком, а парк Архангельського, влаштований у 1730-х роках, є типовим французьким регулярним парком. Проте, цей розрив між стилем архітектури Палацу й плануванням зеленого оточення не відбився на художній вартості садиби.

### Храм Архангела Михайла
Церква Архангела Михайла є найстарішою архітектурною пам'яткою садиби. Від арки «Святі ворота» до неї веде липова алея, праворуч якої колись стояла сільська лікарня, збудована в 1820-х роках, а ліворуч — будови доголіцинської доби і, пізніше — житла служителів культу. З півночі церковний двір відокремлено від парку глинобитною стіною з аркою та двома вежами. Стіну збудовано 1826 року, відреставровано у 1960-х. Навколо церкви колись існував цвинтар, ліквідований за радянських часів. Надгробки знищено, зберігся тільки надгробок княжни Т. М. Юсупової — сестри княгині Зинаїди Миколаївни. Надгробна скульптура «Ангел молитви» роботи М. М. Антокольського була прибрана у XX ст. і зараз перебуває в «Чайному павільйоні», а в 2016 році її точна копія встановлена на надгробку. На схід від церкви, прямо за апсидами, стоїть дерев'яний хрест у пам'ять всіх похованих на цвинтарі. Сама церква, збудована у 1660—1667 роках Павлом Потєхіним, не раз перебудовувалася. Віддавна в ній існують два приділи: північний, у пам'ять Святителя Миколая Чудотворця та південний — у пам'ять Іоана Хрестителя. Пізніше з заходу була прибудована галерея. У 1820-х роках біля церкви спорудили дзвіницю (нині не існує) за проектом архітекторів В. Я. Стрижакова. С. П. Мельникова, Є. Д. Тюріна. Своєю архітектурою вона була аналогічна стінним вежам: кам'яна основа й дерев'яна надбудова. У 1934 році храм було передано музею і служби там припинилися. У 1964-65 роках там зчинили останнє перебудування (з метою повернути первісний вигляд). Починаючи з 1994 року, у храмі регулярно відправляються недільні та святкові служби. За храмом, під крутим обривом на березі Москва-ріки — джерело зі струмком, на якому облаштовано церковну купальню.

### Палац

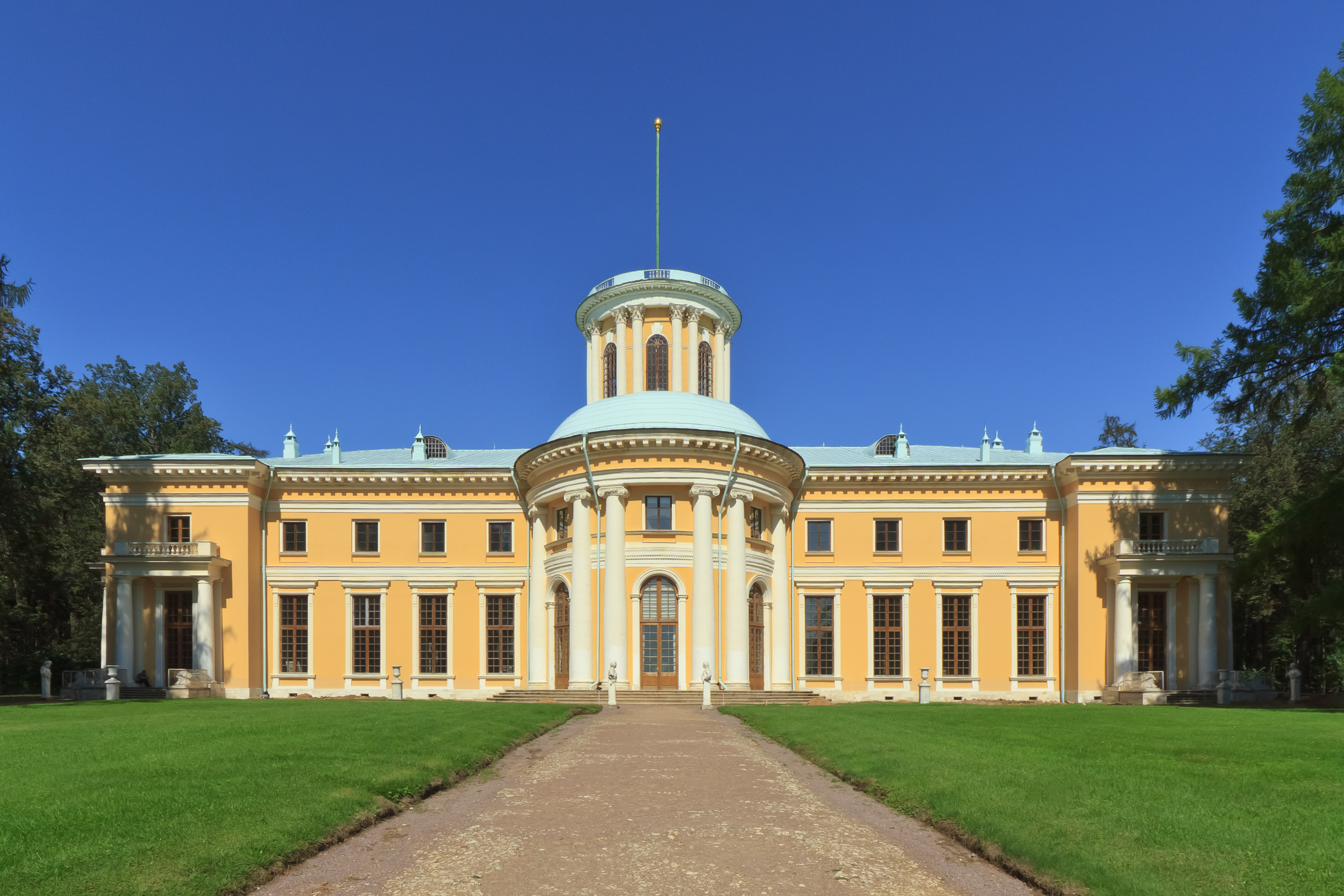
Південний фасад Палацу

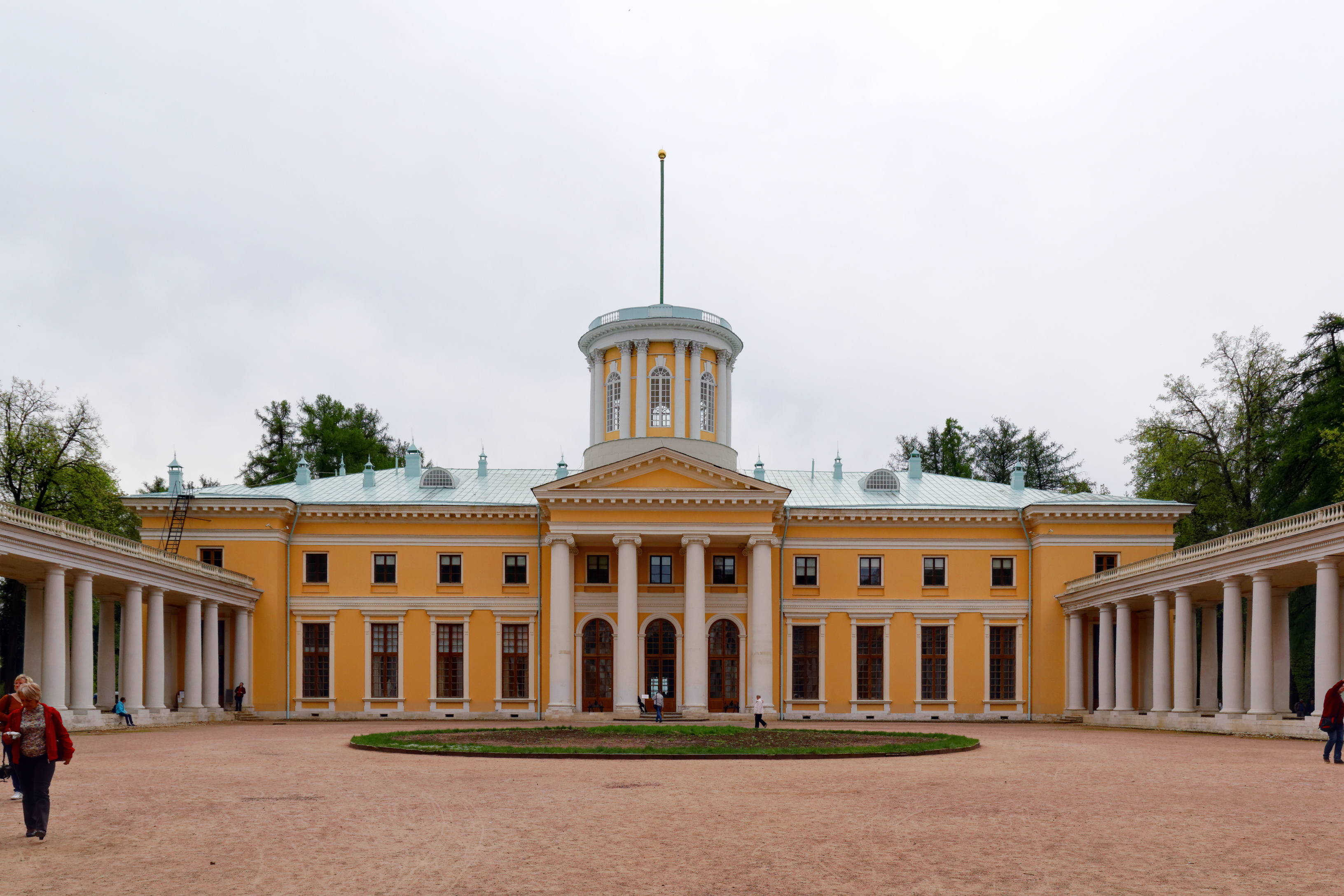
Курдонер і вхідний портик Палацу

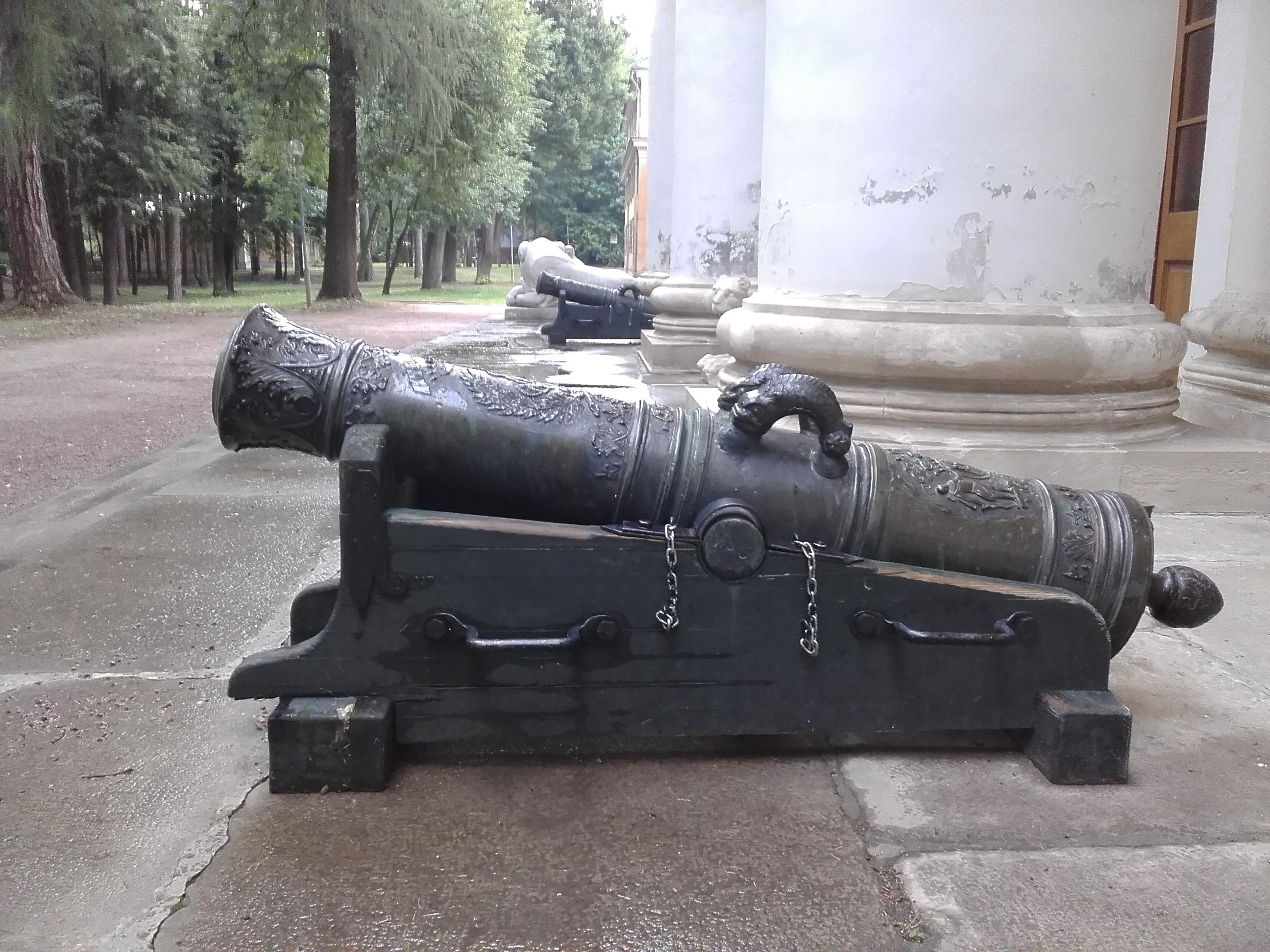
Морська гармата на подіумі Палацу

Палац є центром ансамблю. Він був закладений 1784 року за проектом архітектора Ж. Ж. Герна. Пряма дорога (так звана «Імператорська алея») йшла від арки через декоративний гай і виходила на стару Звенигородську дорогу (нині виходить на Ільїнське шосе). Сама арка, у стилі ампір, поєднує два бокові флігелі. Вони двоповерхові (з 1930-х по 2010-ті роки були триповерхові), мають у плані форму літери Г. За проектом Герна арки не передбачалося, а флігелі були одноповерховими, прямокутного плану. Лівий флігель призначався для кухні, правий спочатку слугував театром, потім — каретнею. За аркою — парадний двір-курдонер. В'їзд до нього зачиняють ажурні ворота-ґрати, дивовижної роботи. У центрі двору велика клумба. З боків двір замкнено колонадами тосканського ордеру, які сполучують флігелі з головним корпусом. Сам головний корпус Палацу має два поверхи та один півповерх-антресолі. Вхід до Палацу прикрашено іонічним портиком з чотирма колонами. Перший поверх займають здебільшого парадні кімнати з високими стелями. Прямо за входом — «Парадний вестибюль», а після нього, за аванзалом, знаходиться головне приміщення Палацу — «Овальна зала», у ній влаштовували урочисті зустрічі й танці. На стелі — мальовниче панно Ніколя де Куртейля «Зефір та Психея» (неточно «Амур та Психея»), із центру якого спускається величезна люстра. Вона митецьки зроблена із паперової маси на дротяному каркасі і має вигляд бронзової. Три пари дверей виходять із зали на Нижню терасу парку.
Всю праву частину Палацу утворює суцільна анфілада парадних кімнат, яка проходить від вестибюля до «Овальної зали». Праворуч вестибюля розташовані: «Салон Тьєполо» з його знаменитими полотнами, 1-й та 2-й салони Юбера Робера. «Салони Робера» у плані виглядають восьмикутними: таку незвичайну форму вони отримали 1816 року, для ефектнішого розташування полотен художника, в них особливо відчувається зв'язок інтер'єру Палацу й картин з довколишнім парком. Між «салонами Робера» — «Антикова зала», де поряд з французькими скульптурами виставлені й справжні артефакти, знайдені на розкопках Помпей. Далі — «Спальня герцогині Курляндської», яка являє собою «парадну» спальню, типову для XVIII ст. Там М. Б. Юсупов розмістив меблі, які належали його померлій сестрі Євдокії Борисівні — дружині герцога Курляндського Петера фон Бірона. За нею — «Імператорська зала», яка мала підкреслювати близькість власника до царської фамілії: там розвішані портрети імператорів, імператриць та великих князів.
Зали лівої частини Палацу, навпроти, тепер вже не утворюють замкнутого кільця. Ліворуч вестибюля розташовані «Парадна їдальня» (також відома як «Єгипетська зала» — через розпис гризайллю у псевдоєгипетському стилі), буфетна та «кутова» кімната. Через «кутову» та буфетну до їдальні приносили страви із кухні, розташованої у флігелі (зараз у кутовій кімнаті розташовується вхід до Палацу для відвідувачів). Ліворуч «Овальної зали» — «Амурова кімната», «Кабінет княгині» (або «Музичний салон»), «салон Ротарі» з колекцією жіночих портретів П. Ротарі (колишня спальня) та кабінет князя. Дві останні кімнати мають низькі стелі, щоб їх було легше опалювати в холодну пору року. У центрі Палацу розташовані службові приміщення; на другий поверх із аванзалу веде пара сходів. Кімнати другого поверху вдвічі нижчі, позбавлені всяких оздоб: за різних часів вони використовувались як гостьові кімнати, під картинну галерею та бібліотеку. Будівлю вінчає бельведер, розташований над середньою частиною. Він має вісім півциркульних вікон, між якими — парні римсько-коринфські колони. Нагорі бельведера — флагшток: за часів Юсупових там підіймався прапор, традицію повернуто в 2010-ті роки.

### Театр Гонзага

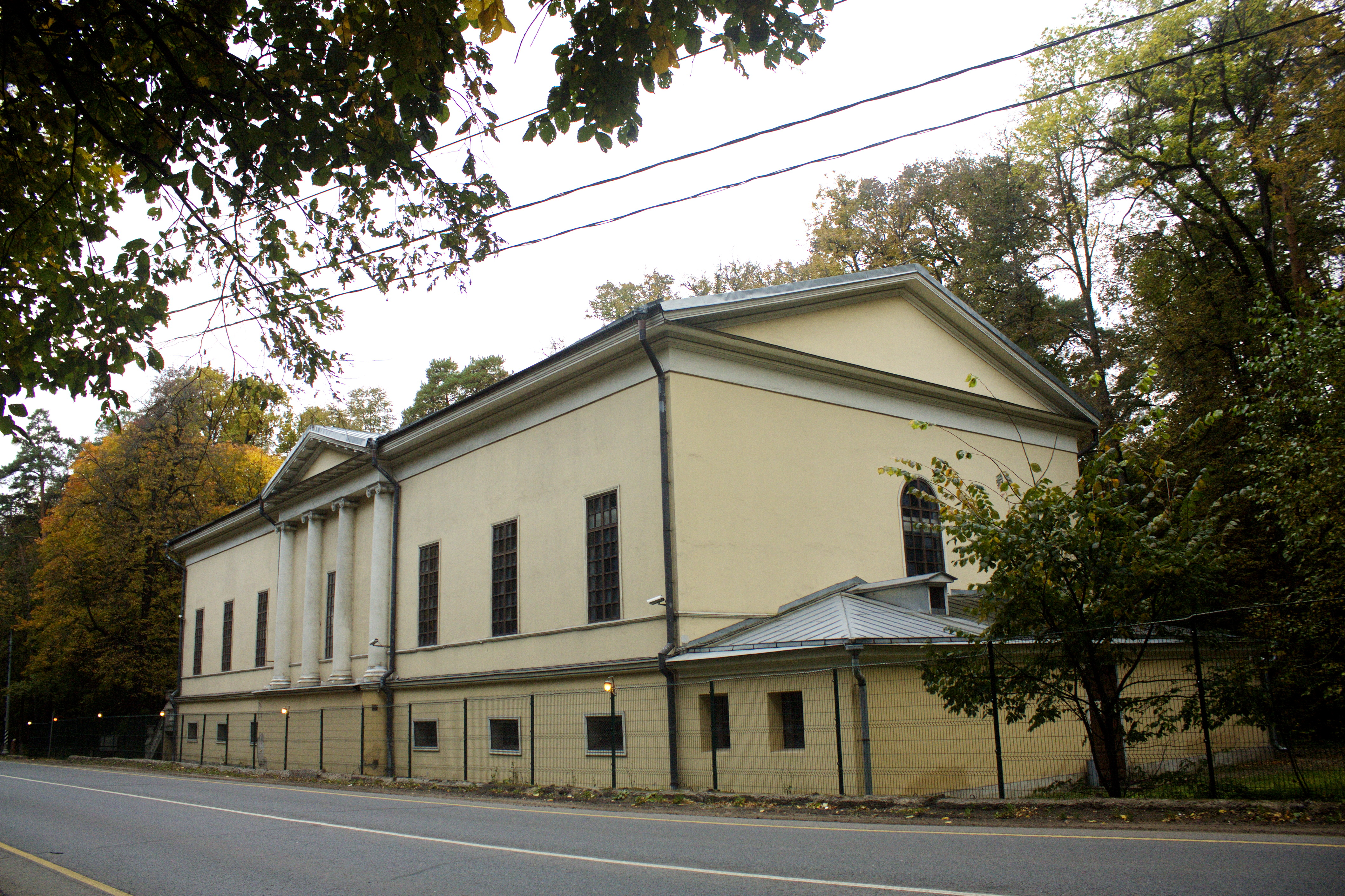
Театр Гонзага

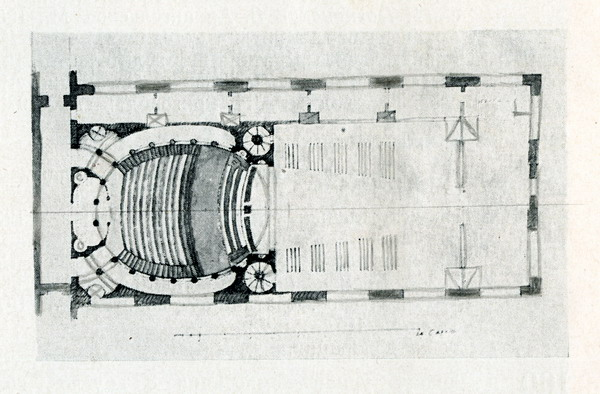
План глядацької зали та сцени

Посада директора імператорських театрів, яку обіймав М. Б. Юсупов з 1791 р., сприяла створенню в Архангельському і власного театру. Первісно театр розміщався у правому флігелі Палацу, але в 1818 році для театра спорудили окреме приміщення, на захід від регулярного парку (нині — поза огорожею санаторію, за Ільїнським шосе). За театром — колишній «Князьборисів гай» (рос. Князьборисова роща), нині — віковий ліс. Поруч театру знаходиться й приміщення возовні, де колись стояли карети та екіпажі. Проектували театр відомий архітектор Й. І. Бове та італійський архітектор і декоратор П. Гонзага. Будівельні роботи здійснювались під наглядом архітектора-кріпака В. Я. Стрижакова й за участю московських архітекторів Є. Д. Тюріна та С. П. Мельникова. Таким чином, театр — плід творчості кількох майстрів. Згодом за спорудою закріпилась назва — «театр Гонзага». Будівля театру — дерев'яна, потинькована і розфарбована в два кольори, тому справляє враження кам'яної. Архітектура типова для пізнього класицизму: гладкі стіні, прості вікна без наличників. Із прикрас — тільки іонічний портик зі сторони Палацу та ґанок з балюстрадою і мармуровими вазами. Але інтер'єр вельми гарний. Майстерно використані заокруглені лінії і винятково приємні пропорції. Партер оточує рустований подіум, на який спираються могутні колони, в проміжках яких — 22 глядацькі ложі, розташовані в два яруси. Але головний скарб театру — декорації, витвір самого П'єтро Гонзага. Його дивовижні декорації створюють ілюзію нескінченої далини, яка йде далеко за задню стіну й зорово розширює простори сцени. Ураховуючи тодішнє слабке освітлення сцен, для сучасників реалістичність декорацій була разючою. З дванадцяти змін декорацій на теперішній час збереглися чотири зміни та завіса. Решта відома тільки з посередніх учнівських малюнків-копій.

### Інші будови та споруди
Арка «Святі ворота» (рос. «Святые ворота»). Арка в стилі класицизму, збудована в 1823—1824 роках архітектором Є. Д. Тюріним. Прикрашена чотирма коринфськими колонами, нагорі її встановлено хрест (у XIX столітті обабіч хреста були фігури двох янголів). За аркою липова алея веде до храму.

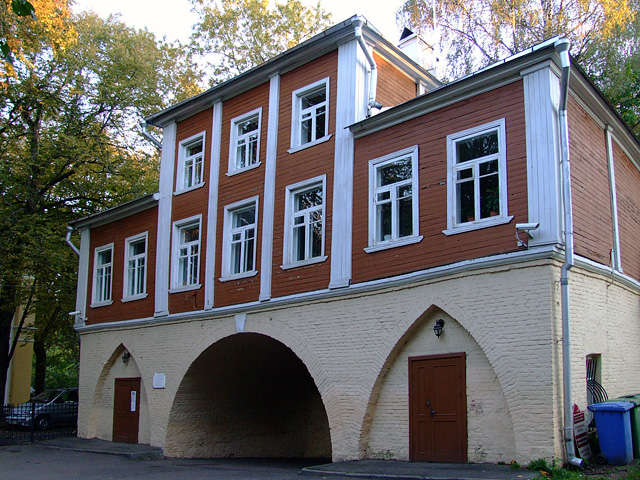
Кам'яна комора над яром

«Кам'яна комора над яром» (рос. «Каменная кладовая над оврагом»). Двоповерхова будова у псевдоготичному стилі з аркою. Вона стоїть поруч «Святих воріт», за нею починається яр до стариці Москви-ріки. Нижній кам'яний поверх прорізаний аркою, сходи за якою ведуть до асфальтованої доріжки на дні яру, що йде униз до річкової заплави. Обабіч арки двері зі стрілчастим обрамленням, над дверима — «старовинні» ліхтарі. Другий поверх дерев'яний, вся будова розфарбована в жовтий і білий кольори. Над коморою раніш знаходилась вежа (зараз не існує).

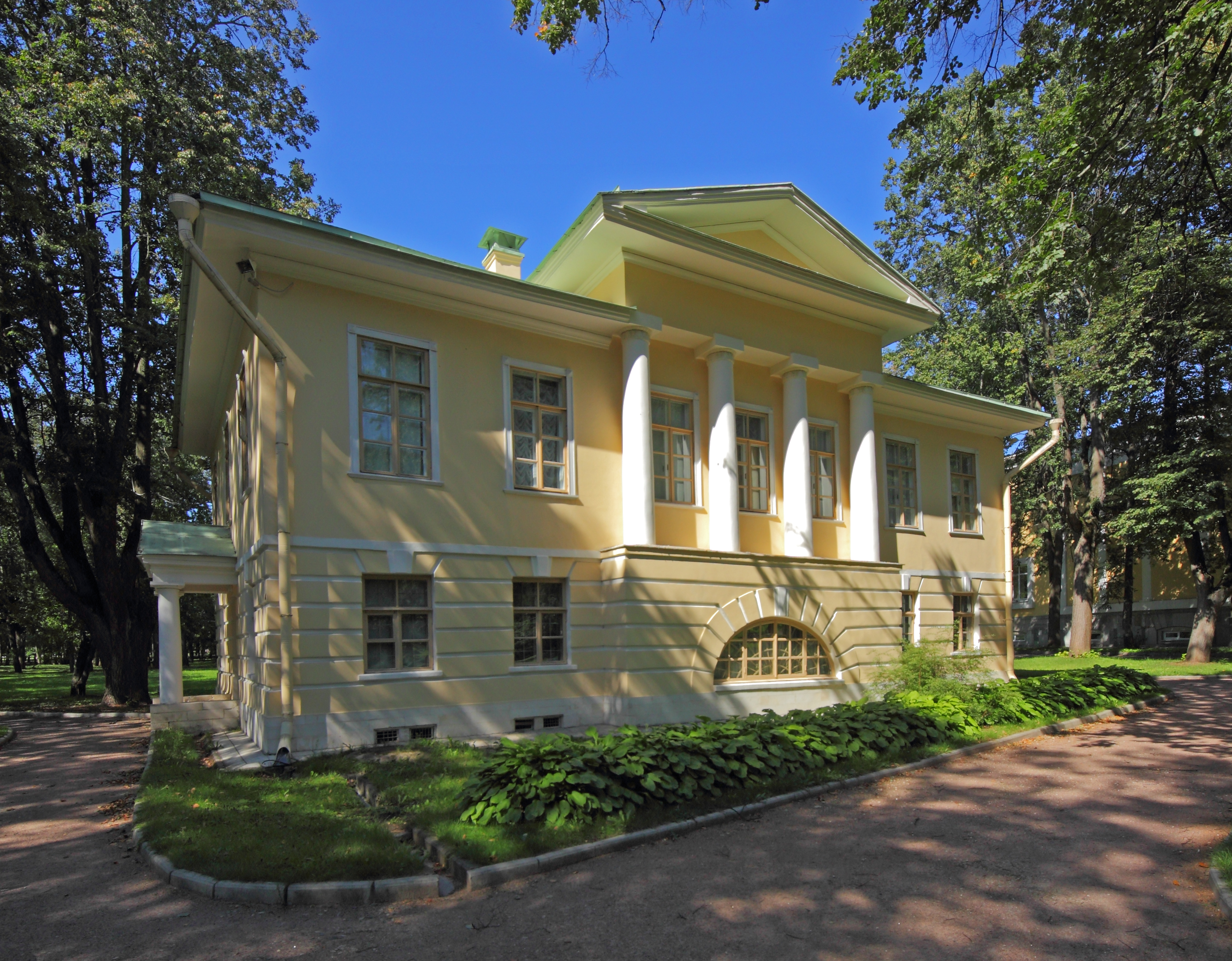
Конторський флігель

«Конторський флігель». Він був збудований ще за М. О. Голіцина, первісно в псевдоготичному стилі, з гострошпильною вежею. На початку XIX ст. був перебудований архітектором Є. Д. Тюріним, який надав йому ампірного вигляду. Над флігелем було поставлено вежу зі дзиґарями та дзвоном (надалі була знята). Фасад прикрашено тосканським портиком з чотирма колонами. Флігель був одною з будов, які стояли на «Великій вулиці» села, на протилежному боці були стайня, будинок для приїжджих («Готель»), флігель лікарні, різні майстерні. Більшість будов розібрано в другій половині XX ст., залишився тільки «Конторський флігель». Зараз Конторський флігель слугує місцем для різноманітних художніх виставок.

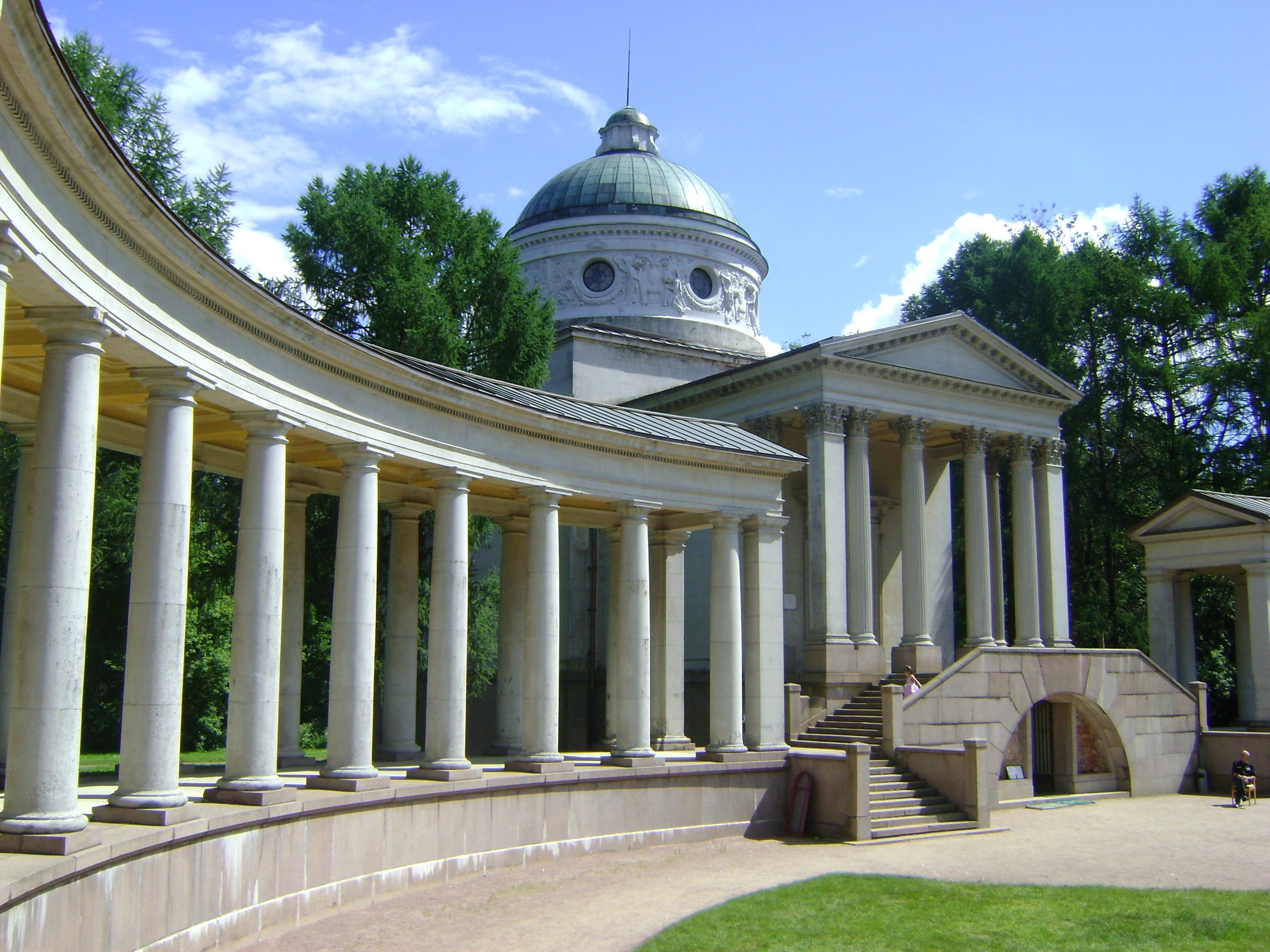
Храм-усипальниця з правою колонадою

«Богадільня» (колишній челядницький флігель) знаходиться поруч «Святих воріт». Колись була одноповерховою, надалі надбудовано другий поверх. За різних часів служив приміщенням для слуг, санаторським корпусом і навіть житловим будинком (у 1990-х роках). Зараз там знаходяться офісні приміщення музею.
«Храм-усипальниця». Він призначалася для родинного склепу князів Юсупових та графів Сумарокових-Ельстон. Будування усипальниці за проектом відомого архітектора Р. І. Клейна почалося у 1908 році на місці старого господарчого двору, закінчене у 1916 році. Власникам садиби невдовзі довелося залишити батьківщину, тому за призначенням її ніколи не використовували. За архітектурою храм-усипальниця нагадує Казанський собор у Санкт-Петербурзі: з півкруглим куполом на високому барабані і коринфським портиком. З півночі та з півдня до храму примикають дві півкруглі колонади з тосканськими колонами, тому зазвичай усипальницю зовуть просто «Колонада».

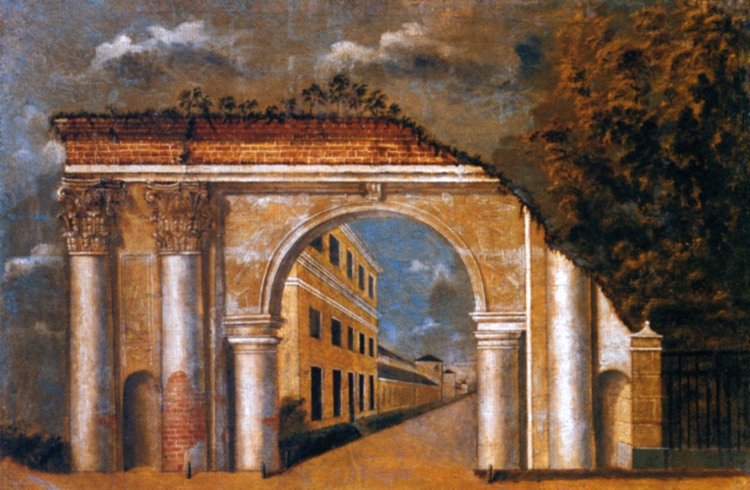
Римські ворота. Картина XIX ст.

Арка «Римські Ворота» (зараз не існує). Зведена у 1780-х роках, стояла поруч східної («лаврової») оранжереї. Арка була збудована таким чином, щоб один бік виглядав цілим, другий — наполовину зруйнованим. Відома з описів, фотографій та малюнків. Розібрана в 1934 році під час будування санаторського корпусу.
«Каприз» («Малий Палац»). Назву «Каприз» колись мала вся західна частина парку з усіма прилеглими будовами. Іменування будівель «капризами» (від фр. caprice — «примха», «забаганка») було в моді у XVIII столітті: так, відомі «капризи» в Царському Селі під Петербургом. Палацик розташований у західній частині регулярного парку. Збудований ще за М. О. Голіцина архітектором Джованні Петонді (батьком Х. І. Петонді), був перебудований 1819 року архітектором Є. Д. Тюріним. Зараз він складається із центральної двоповерхової частини та двох крил. Зі сходу іонічний портик. Західний портик прибрано в першій половині XIX ст. Інтер'єри мали надзвичайно цікаві оздоби, про що свідчить ескіз плафону для «Капризу». Ділянка парку перед палациком, обнесена живоплотом, колись була прикрашена скульптурами. На південь від «Капризу» на початку XIX ст. розташовувався «Манеж». Манеж був обнесений легкою загородкою-трельяжем з будками по кутках. Поруч манежу колись був так званий «грот Венери» — боскет парку зі статуєю Венери Медіцейської.

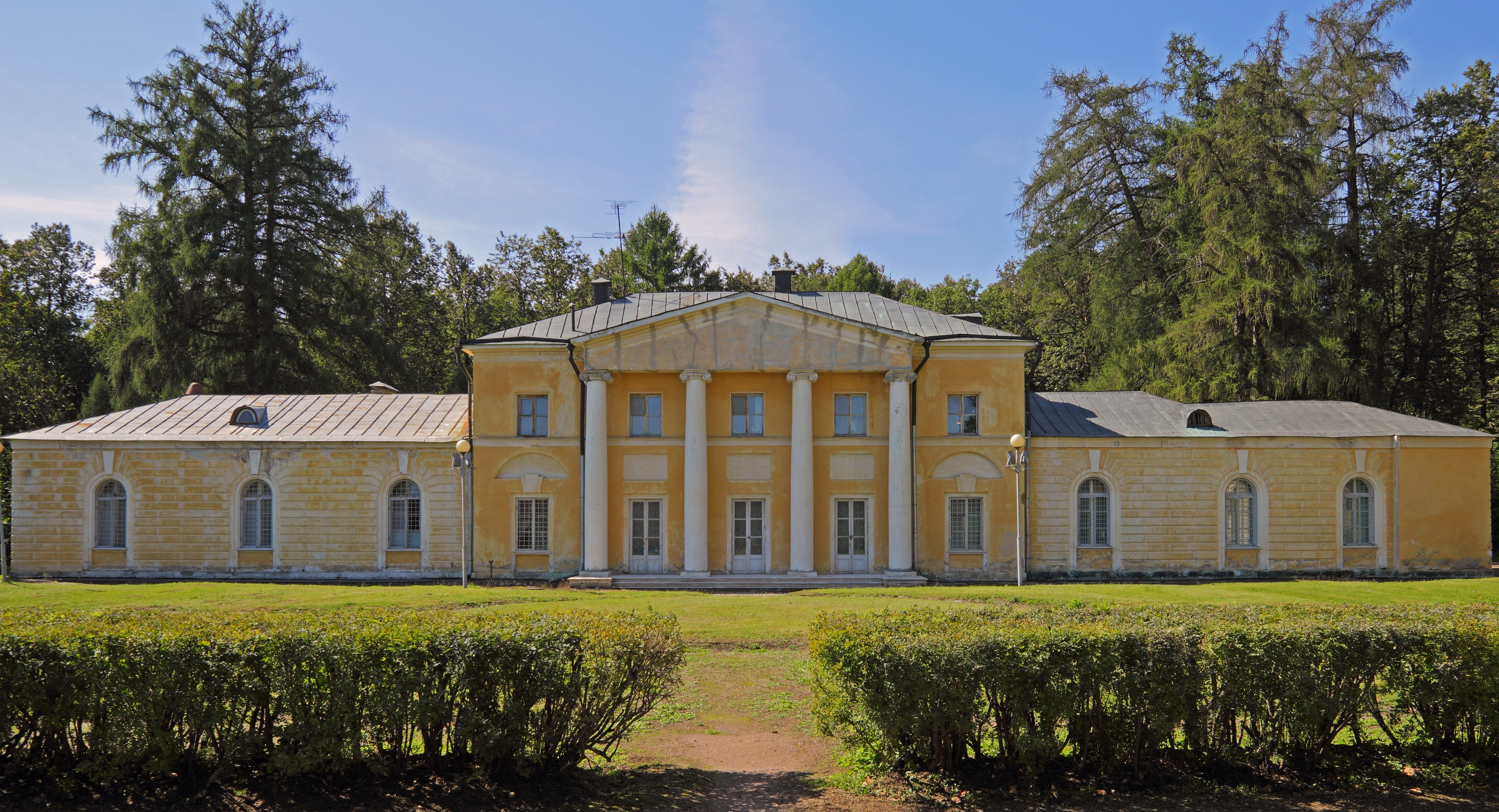
Сучасний вигляд «Капризу»

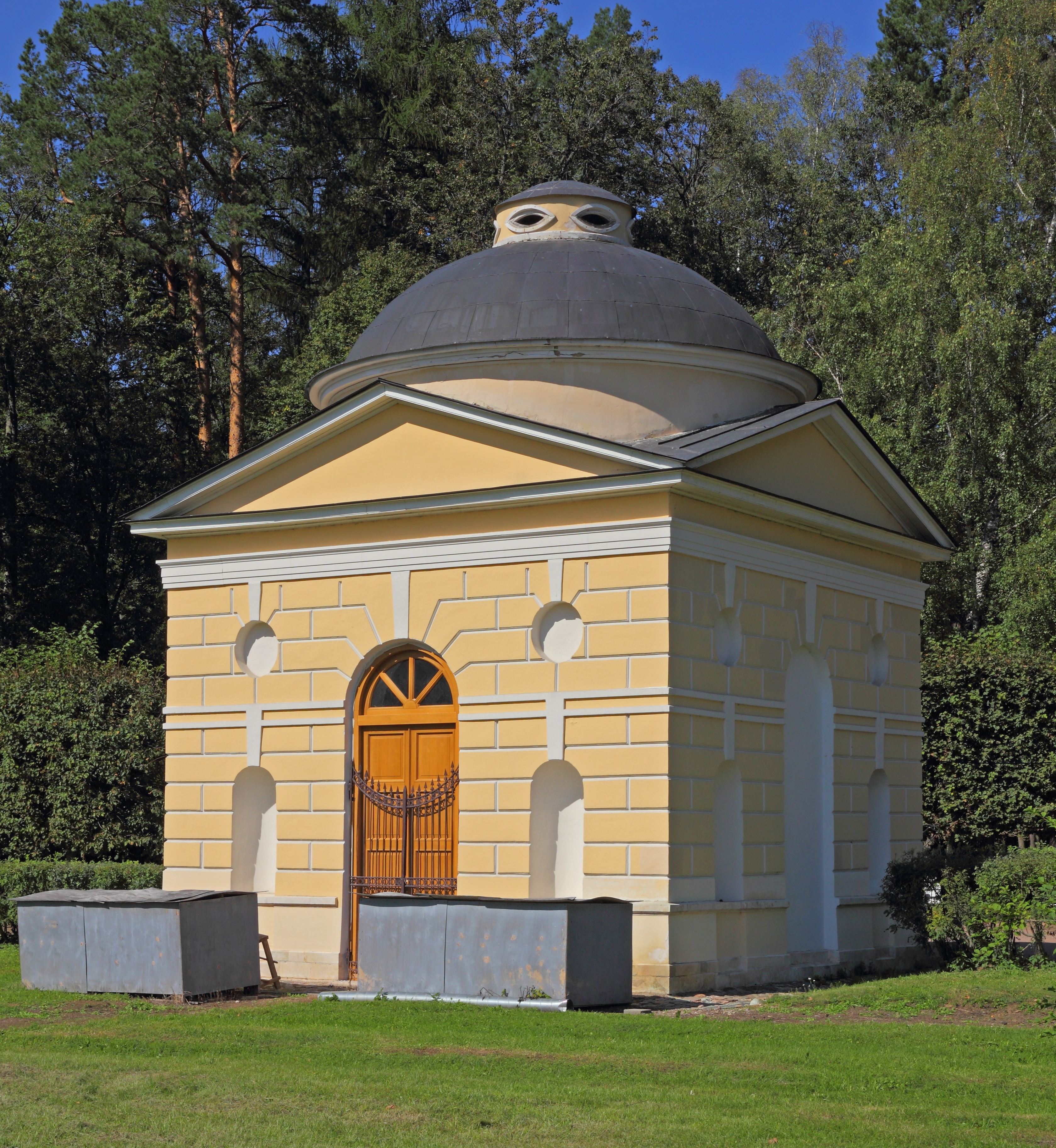
Чайний павільйон

«Чайний будиночок» («Чайний павільйон»). Невелика будова кубічної форми з круглим куполом на барабані, що стоїть поруч «Капризу». На початку XIX століття тут була будівля бібліотеки, яка складалася із кам'яної центральної частини у вигляді куба та двох дерев'яних прибудов. Надалі дерев'яні крила були розібрані, а середня частина й стала «Чайним будиночком». Інтер'єр оздоблений 8 коринфськими колонами, в центрі — скульптура «Ангел молитви» роботи М. М. Антокольського, перенесена сюди з надгробку Т. М. Юсупової.

### Парк

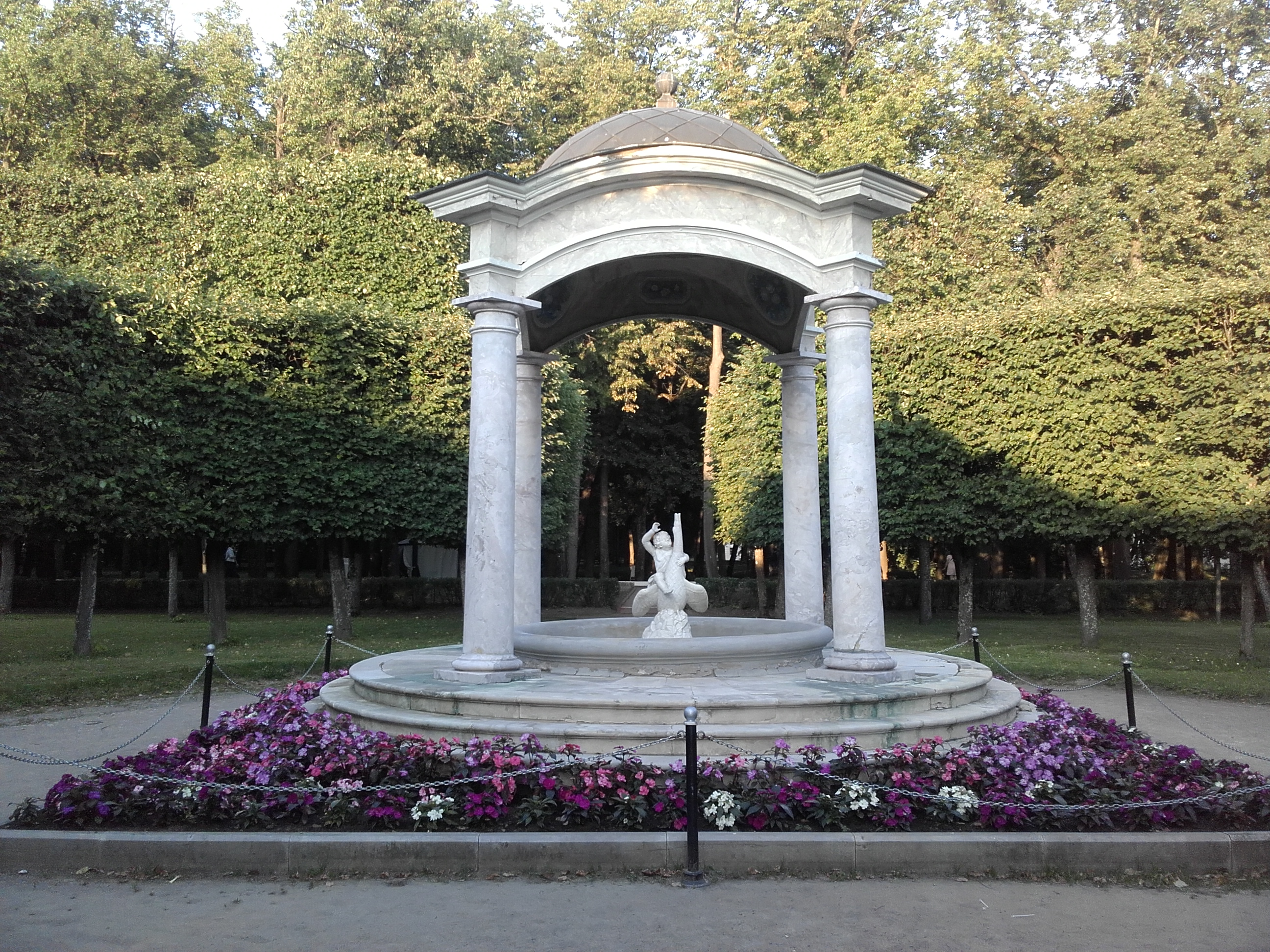
Альтанка «Рожевий фонтан»

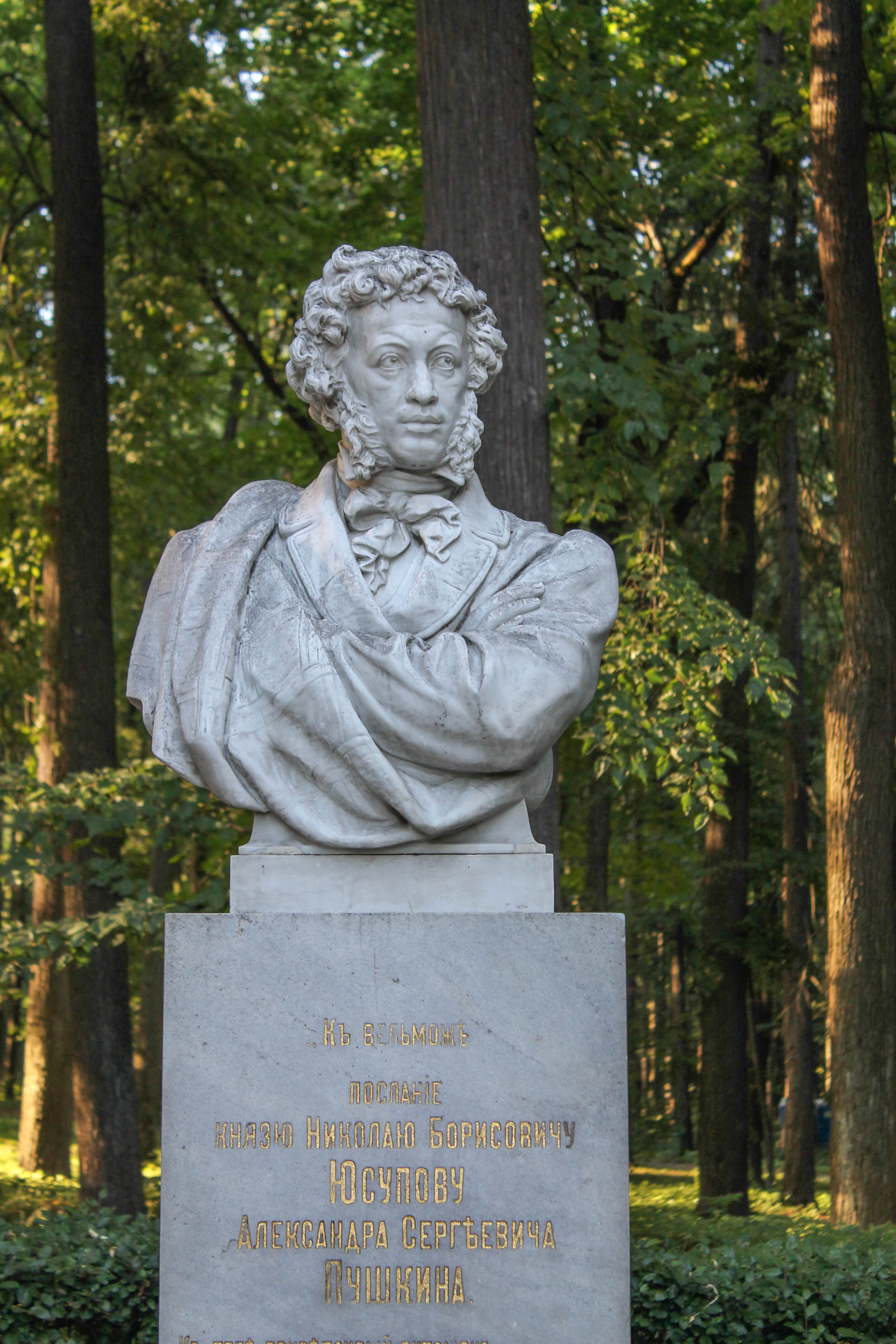
Пам'ятник О. С. Пушкіну на Пушкінській Алеї

За часів Юсупових парк складався із двох різних парків: регулярного («французького») та пейзажного («англійського»). Регулярний парк (сад) був створений ще Д. М. Голіциним. Правда, спланований він був трохи по-іншому, розташувався паралельно річці, а не йшов з півночі на південь, як нині. Окрім того, у регулярній частині існують тераси, що є ознакою «італійського» парку. «Верхня» або «Мала» тераса розташована зразу на південь від Головного Палацу. Колись саме тут стояв старий палац Д. М. Голіцина; по боках верхньої тераси ростуть могутні модрини, яким налічується майже три сотні років. Посаджені обабіч старого дерев'яного палацу, нині вони є єдиним нагадуванням про стару голіцинську садибу. На газонах тераси дві скульптурних групи: «Менелай з тілом Патрокла» (раніш стояла на дворі Палацу) і «Геракл й Антей». Від дверей «Овальної зали» доріжка веде по осі симетрії ансамблю до підпірної стінки, де розташовані сходи. Стінка прикрашена балюстрадою з вазонами (колись там поміщали квіти) і статуями, а майданчик перед сходами — фігурами левів та собак. Далі сходи ведуть на «Нижню» або «Велику» терасу. Нижня тераса за площею принаймні у два рази більша за Верхню і має більше статуй. Якраз навпроти сходів розташований фонтан стилю бароко, на ньому встановлена скульптурна група з трьома хлопчиками та дельфіном. Обабіч фонтану — дві мармурові «версальські» лави-диванчики. На газонах статуї. На балюстраді вздовж підпірної стінки Нижньої тераси встановлені попарно погруддя римських і давньогрецьких героїв. Пара сходів з цієї тераси крутим зигзагом спускається до великого партеру. Завершення сходів прикрашають фігури левів. Центральна частина підпірної стінки, де знаходяться сходи, багато прикрашена статуями, а під нею розташований декоративний грот з копією статуї Венери Медічі. Вхід у нього, нині закритий дерев'яними ґратами, прикрашають чотири герми. По обох краях підпірної стінки — дві руїнні арки, змуровані із «дикого» каменю (з італійського вулканічного туфу), за ними прокладені доріжки, які ведуть до Палацу в обхід терас. Ліва (від Палацу) доріжка пролягає у залізному берсо, рідко обвитому жовтою акацією. Партер, розташований якраз на осі симетрії ансамблю, має площу розміром з два футбольних поля (240 на 70 м). Масив рівно підстриженої зеленої трави ефектно сполучується з жовтим кольором споруд і білим кольором оздоб, статуй і ваз.
Перед партером — дві величні версальські вази, кожна у два метри заввишки. Між ними, на осі симетрії — фонтан, аналогічний тому, що на терасі. У парку існує ще один фонтан, він установлений у невеликій альтаночці-ротонді на схід від Партеру. Альтанка має чотири колони з рожевого мармуру і через це зоветься «Рожевий фонтан» (встановлена у 1850-х). Сам фонтан має вигляд скульптурної групи й зображає хлопчика з лебедем, із дзьоба якого й виривається струмінь води. Обабіч зеленого партеру спочатку йдуть дві зелених стіни із високих лип, вистрижених у вигляді строгих прямокутників (так звані «валізи»), а далі пара берсо — два тунелі із дерев'яних брусів, рясно обвиті липовим гіллям. Усередині берсо йдуть тінисті доріжки, які приводять до корпусів санаторію. Окрім модрин, «валіз» та берсо у регулярній частині парку ростуть ще кілька сотень дерев, здебільшого лип, більшість із них підстрижено у вигляді куль або стінок, деякі зберігають природний вигляд. Простори між деревами засіяні травою, яка теж регулярно підстригається, у найбільш відвідуваних місцях парку облаштовано квіткові клумби й рабатки. З берсо, обвитого жовтою акацією, через скромно оздоблену залізну арку можна потрапити до північно-східної ділянки регулярної частини парку. Головна визначна пам'ятка тут — погруддя О. С. Пушкіна, встановлене 1903 року у пам'ять про відвідування поетом Архангельського, його дружби з власником садиби М. Б. Юсуповим і звичайно ж, його славнозвісного послання «К вельможе», окремі рядки із якого викарбувані на постаменті. Широка доріжка, обсаджена молодими липами, віддавна зоветься «Пушкінська Алея», вона веде від колони Олександра І до пам'ятника. Неподалік від алеї — бронзова скульптура «Геній у скорботі» («Скорбящий гений»): її встановили в пам'ять Миколи Феліксовича Юсупова — старшого сина З. М. Юсупової, який загинув на дуелі.

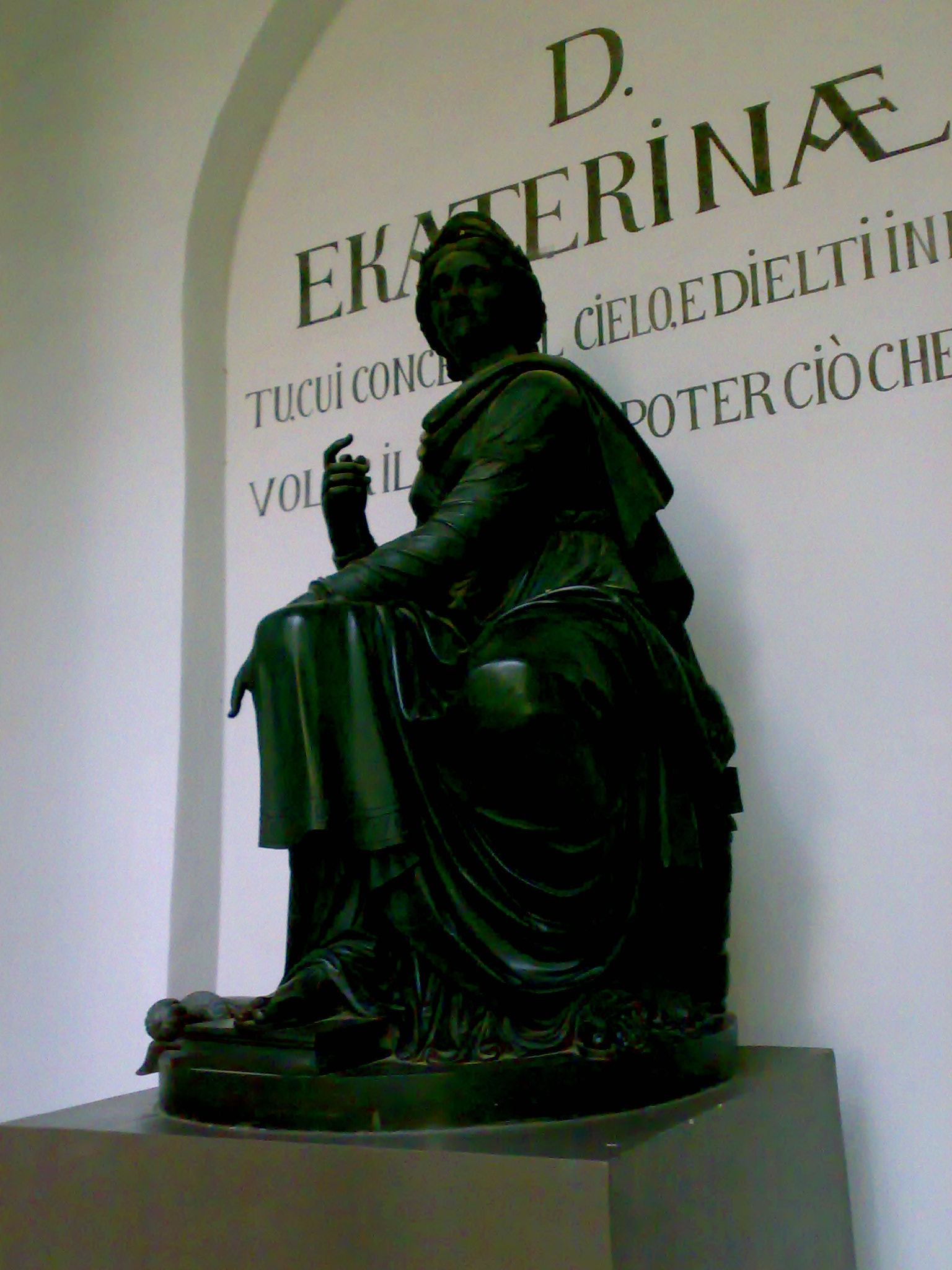
Статуя Катерини II у павільйоні

У парку також знаходяться три пам'ятних імператорських колони: Олександра I, Олександра III, Миколи I, всі увінчані імперськими орлами. На колоні Олександра ІІІ напис виконано російською мовою, на інших двох — французькою. Написи на колонах кажуть: «Його Величність Імператор зробив честь власнику садиби пообідати у нього в Архангельському», вказано число, місяць та рік. Колони ще двох імператорів стояли по краях «Зеленого партеру» на осі симетрії: колона Олександра ІІ за фонтаном, колона Миколи II біля оранжерей: за радянських часів вони були прибрані й знищені. Зразу за колоною Миколи І, на захід від Нижньої тераси, розташований «Храм-пам'ятник Катерині ІІ». Це маленький павільйон, схожий на храм-наїск; він був збудований 1819 р. з використанням колон і карниза, що залишилися після перебудови малого палацу «Каприз». У ньому стоїть статуя імператриці Катерини ІІ в образі Мінерви роботи Ж. Д. Рашетта. За статуєю, на стіні, напис італійською мовою: «Tu cui concesse il Cielo e dielti in fato Voler il giusto e poter ciò che vuoi» (рядки із поеми Торквато Тассо «Звільнений Єрусалим»). На фризі платівка з присвятою: «D. EKATERINAE» («Божественній Катерині»). За часів М. Б. Юсупова перед статуєю стояв триніжок з курильницею, де постійно курилися пахощі. Зараз павільйон зачинено ворітцями-ґратами, крізь які можна бачити статую й елементи напису. За павільйоном доріжка веде до театру.
Окрім регулярного парку, у садибі колись існував ще пейзажний або «англійський» парк: територія садиби за інших часів була оточена гаями, значній частині яких надали вигляду «декоративного» лісу. Вже пізніше, у радянський час, цей парк став звичайним сосновим бором. Колишній «Аполлонів гай» розташовано на захід від Палацу, поблизу сільця Воронки, «Князьборисів гай» (названий на честь Бориса — сина князя М. Б. Юсупова) — за театром Гонзага. Між ними до старого горятінського ставка веде стара липова алея. У 2018 році територія Аполлонового гаю була благоустроєна: прокладено пішохідні доріжки, встановлено ліхтарі й альтанки, влаштовано дитячі і спортивні майданчики. На півночі садиби, ближче до Звенигородської дороги були «Биків» та «Малиновий» гаї. На схід від церкви був розташований «Архангельський гай». Частину його у першій половині XIX ст. прозвали «Магометовим лісом» через павільйон «Мекка» у псевдотурецькому стилі (ця будова відома тільки з описів та креслеників). Нині в «Архангельському гаю» знаходяться урядові дачі й ця територія недоступна для відвідувачів.

### Оранжереї
Оранжереї в Архангельському існували здавна, з початку XVIII століття. Особливо багатим було зібрання рідкісних рослин М. Б. Юсупова. На додачу до свого зібрання він придбав багату колекцію рослин О. К. Розумовського разом з його маєтком Горенки. На південь від «Зеленого партеру» стояли «лаврова» та «лимонна» оранжереї. До них примикали флігелі для приїжджих. Окрім двох великих, в садибі було ще кілька оранжерей, ближче до річки. Влітку помаранчі та лаври в діжках прикрашали боскети парку, а найвищий помаранч стояв у центрі клумби на дворі Палацу. Юсупов дуже пишався колекцією. Значну частину зібрання було продано спадкоємцем, князем Б. М. Юсуповим. Після 1917 року оранжереї ліквідовано, їхні приміщення розібрані в 1934 році. На теперішній час у садибі оранжерей не існує.

## Інше

### Ставки
У маєтку Юсупових було кілька ставків. На захід від Архангельського тече маленька річка Вороний Брід (колись вона мала назву «Горятінка»), яка нині впадає у старицю річки Москви. На ній свого часу було облаштовано два ставки («горятінські ставки»). На однім із них був навіть маленький острів, на якому обладнали пташник («вольєр») для екзотичних птахів (нині не існує). Нижчий із цих ставків зберігся й досі, він лежить поза огорожею санаторію, за Ільїнським шосе («Старий ставок»). На високому березі цього ставка архітектор-кріпак В. Я. Стрижаков збудував водонапірну вежу, яка постачала воду всім будовам садиби й парковим фонтанам. У теперішній час від вежі вцілів тільки фундамент. Наприкінці XIX — початку XX ст. біля самої стариці, було влаштовано ще один ставок. Зараз цей великий став (який зоветься «Новим») знаходиться в межах санаторію. На ньому розташовані човнова станція з човнами й катамаранами, а також містки для пірнання, металеві драбинки й солярій.
Окрім «горятінських», у юсуповській садибі існували ще ставки у сільці Воронках, яке теж вважалося частиною садиби. Вони збереглися і донині, але сильно зміліли й заросли, особливо після побудови у 1980-х роках Новоризького шосе, яке пройшло якраз поруч сільця.

### Стариця Москви-ріки

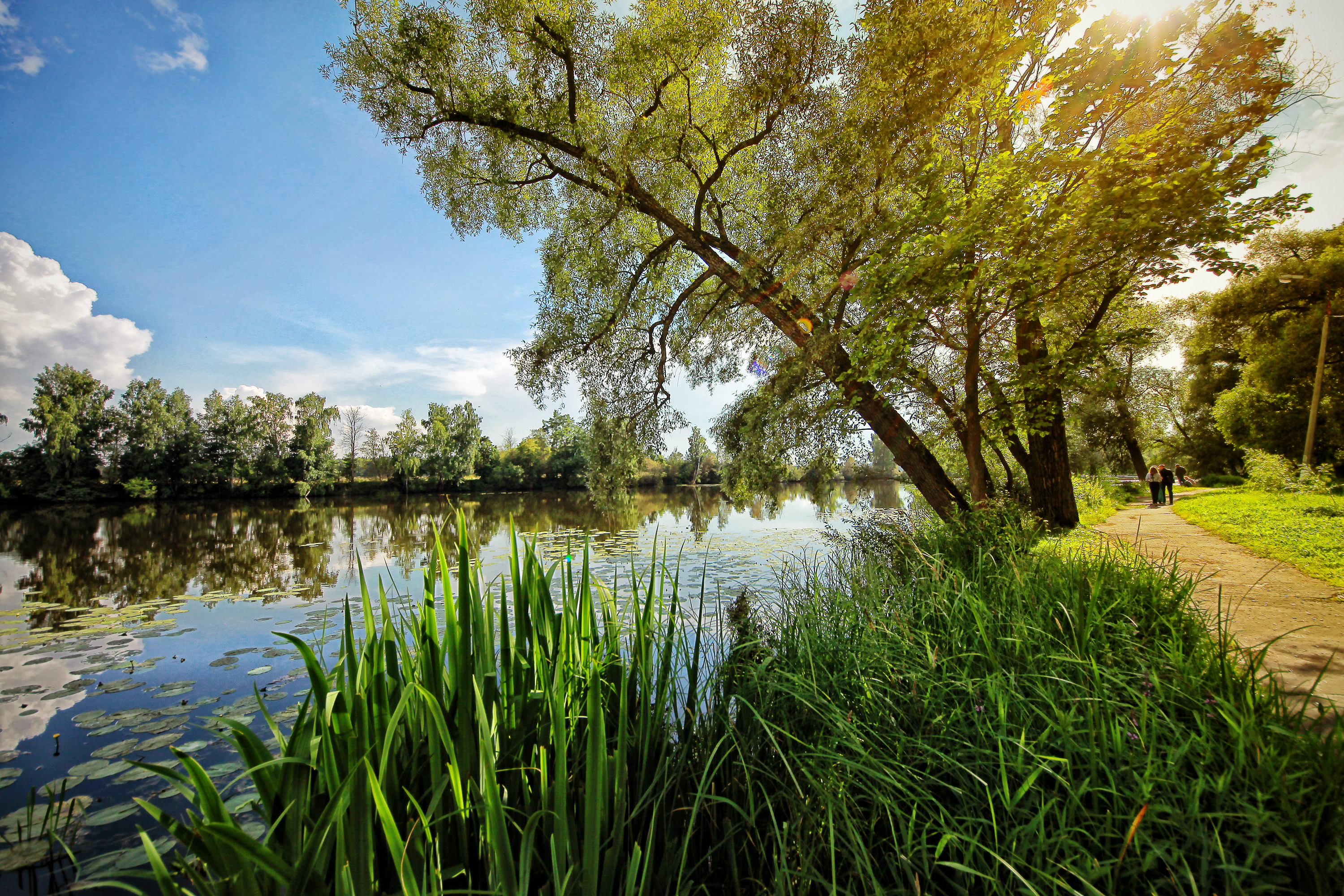
Стариця річки Москви поблизу садиби

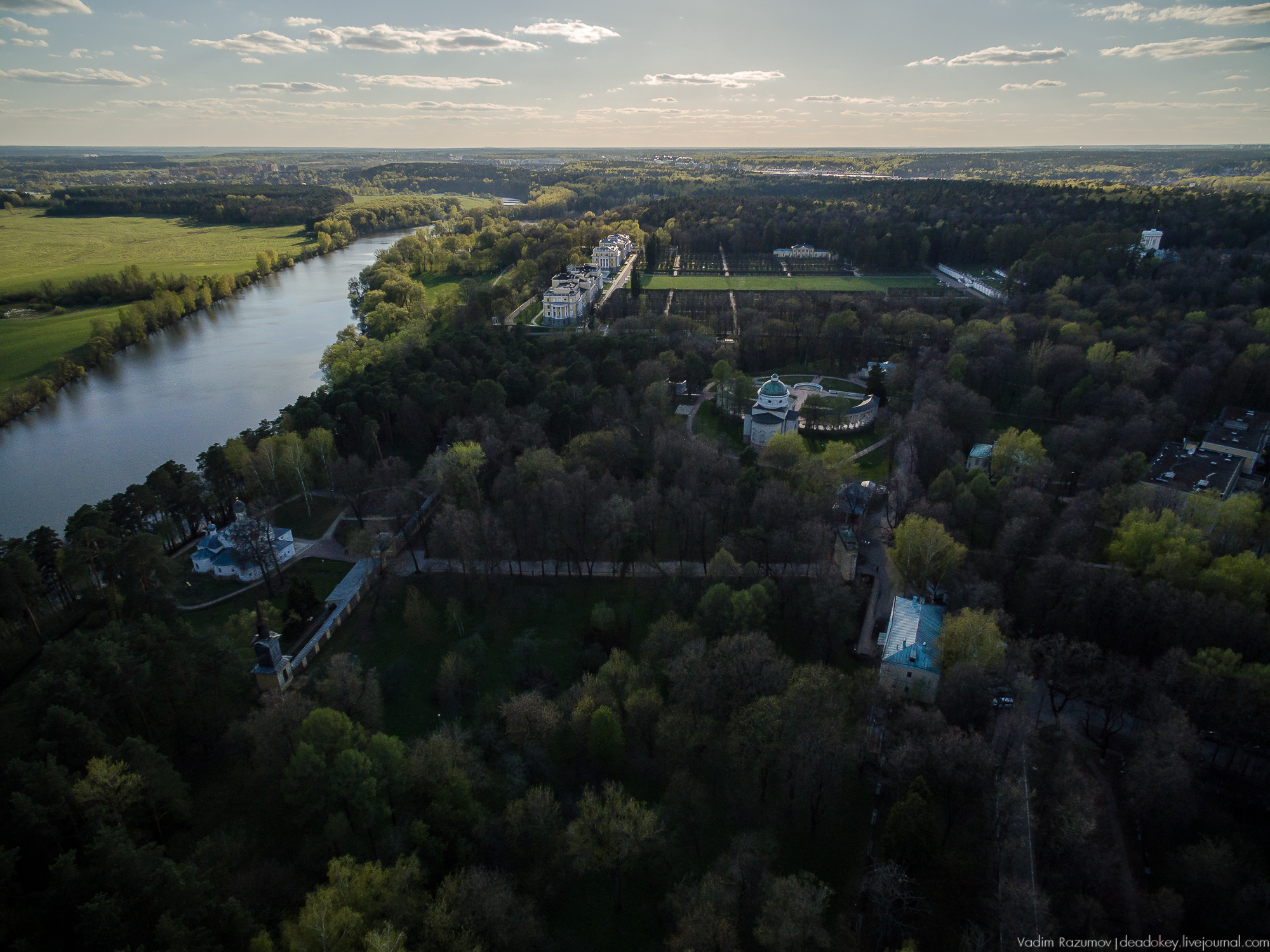
Територія садиби з пташиного льоту. Ліворуч — церква Михаїла Архангела, стариця Москва-ріки і Лохін острів, праворуч — Головний Палац

У XIX-му столітті річка Москва ще протікала поруч садиби. Але на початку XX-го століття русло річки було спрямлено. Причиною тому стало будування Рубльовської водозабірної станції. Вода пішла коротшим шляхом — через западину Аксаєвського озера, а колишнє москворіцьке русло біля садиби перетворилося на сухе річище з вузеньким струмком-протоком на дні. Так ще було сторіччя тому. Але пізніше, після побудови Рубльовської греблі нижче за течією вода знов з'явилась старому руслі й затопила западину майже на всю довжину, за винятком короткої ділянки біля села Глухова (там ще існує місток через вузьку протоку). Утворилась стариця, схожа на гігантський сільський став, що почав вже заростати. Течія в стариці майже повністю відсутня, а листя латаття покриває рясно водну поверхню, добираючись майже до її середини.

### Околиці садиби
Неподалік від садиби знаходиться ще один музей. Це Музей техніки Вадима Задорожного. За півкілометра на північний схід від садиби знаходиться селище Архангельське. Воно виникло як робітниче для працівників санаторію. Від старого села залишився тільки десяток будинків ліворуч колишньої «Великої вулиці» (нині «Садова»). У цьому районі Підмосков'я багато дач високопоставлених урядовців. У 2005 році пройшло повідомлення про створення нового поселення для мільйонерів Росії «Рубльово-Архангельське» неподалік від старовинної садиби. Поселення мільйонерів вже назвали «Діамантове Гетто».

## У кінематографі
- Біля храму Архангела Михайла в 1980 р. проходили зйомки деяких епізодів фільму «Про бідного гусара замовте слово»
- Біля сходів, що ведуть у заплаву, здійснені зйомки одного з сюжетів кіножурналу «Єралаш» («В мире прекрасного», випуск 9).

## Цікаві факти

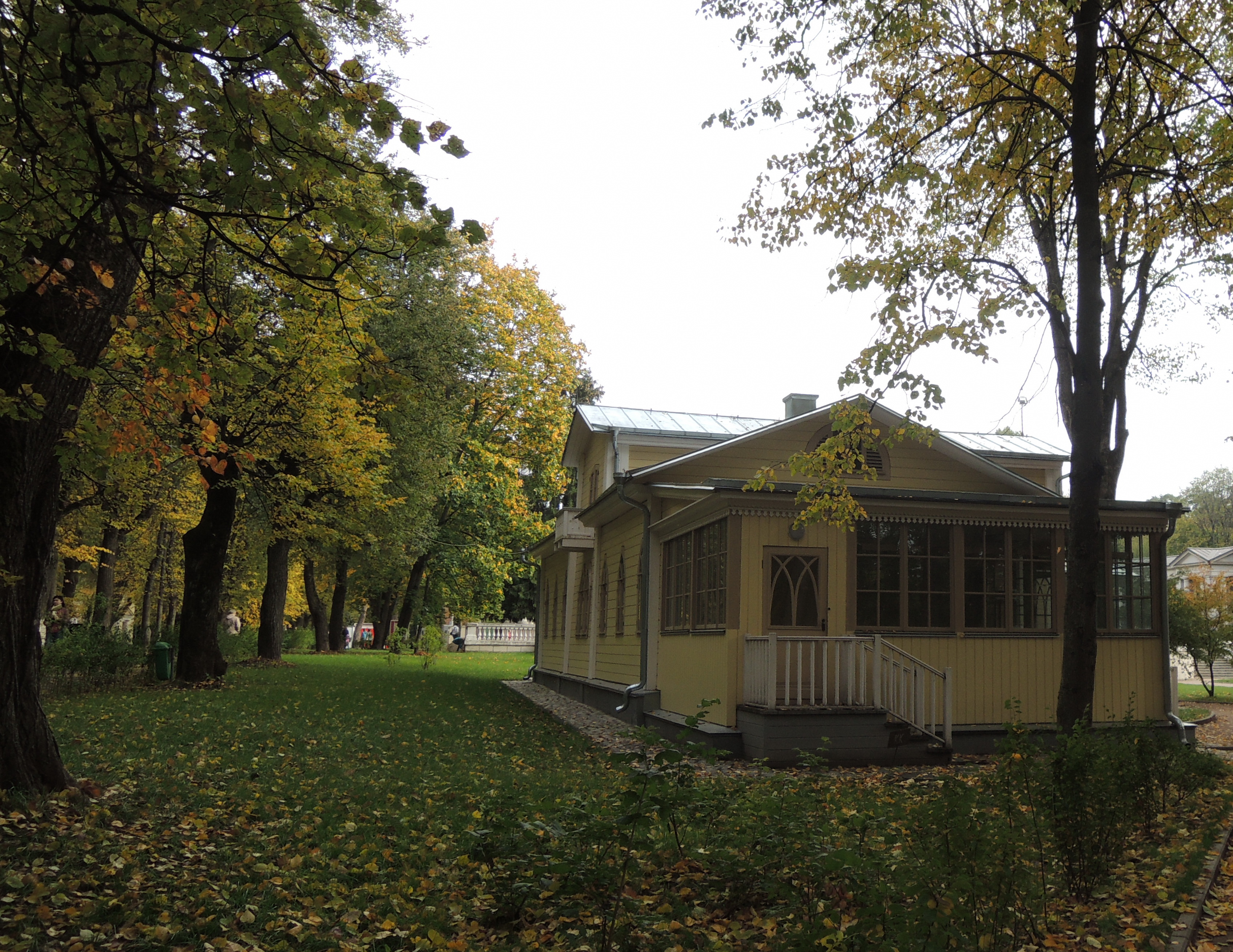
«Будинок Герцена»

- Архангельське має славу «Підмосковного Версалю».
- У парку знаходиться міст через яр, відомий під назвою «Міст закоханих». Існує своєрідна традиція, яка приписує женихам переносити наречену через цей міст на руках. На поруччі мосту можна побачити замочки з іменами, хоча правила поведінки на території музею-садиби приписують «залишати замочки вдома».
- Біля моста стоїть дерев'яний будиночок з мезоніном, який іноді зовуть «Будинком Герцена» (рос. «Домик Герцена»), хоча до самого О. І. Герцена він не має ніякого стосунку. Збудований після 1829 року, він використовувався як службовий флігель. Герцен бував в Архангельському, але зупинявся у флігелі для приїжджих біля оранжерей. Назва «Будинок Герцена» з'явилась, ймовірно, через зовнішню схожість будови з московським будинком Герцена у провулку Сивців Вражек[ru].
- Величезний партер Архангельського під час концертів «Садиба-джаз» тимчасово перетворюється на відкриту концертну залу й тим самим набуває схожості з театральним партером.
- Музей-садиба «Архангельське» — єдиний музей у світі, де збереглись декорації П. Гонзага[13].
- Гравці відомого російського спортивного клубу ЦСКА отримали своє прізвисько («Коні») через колишню садибну стайню, поруч якої проживали учасники його першого складу[14]. Нині на її місці управа санаторію і санаторський клуб. А нещодавно одна із баз ЦСКА існувала на території санаторію.
- Архангельське розташоване на тому ж самому меридіані, що й місто Мирноград (колишній Димитров) Донецької обл. (37°16'-17' сх. д.). Болгарський державний діяч Г. Димитров, ім'я якого носило місто, у 1934 році жив на території музею-садиби, збереглася пам'ятна дошка.

## Галерея

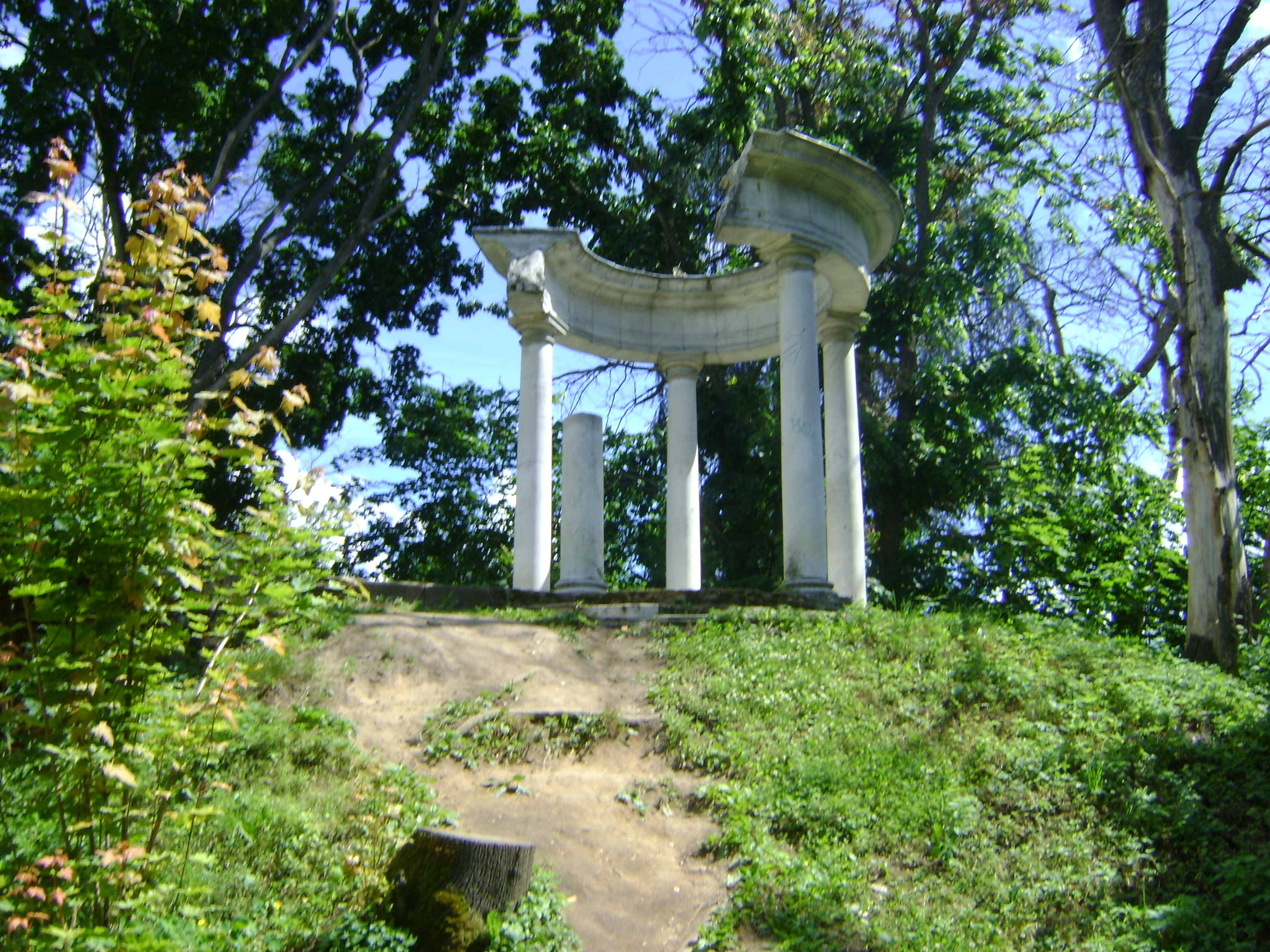
Альтанка-«миловида».
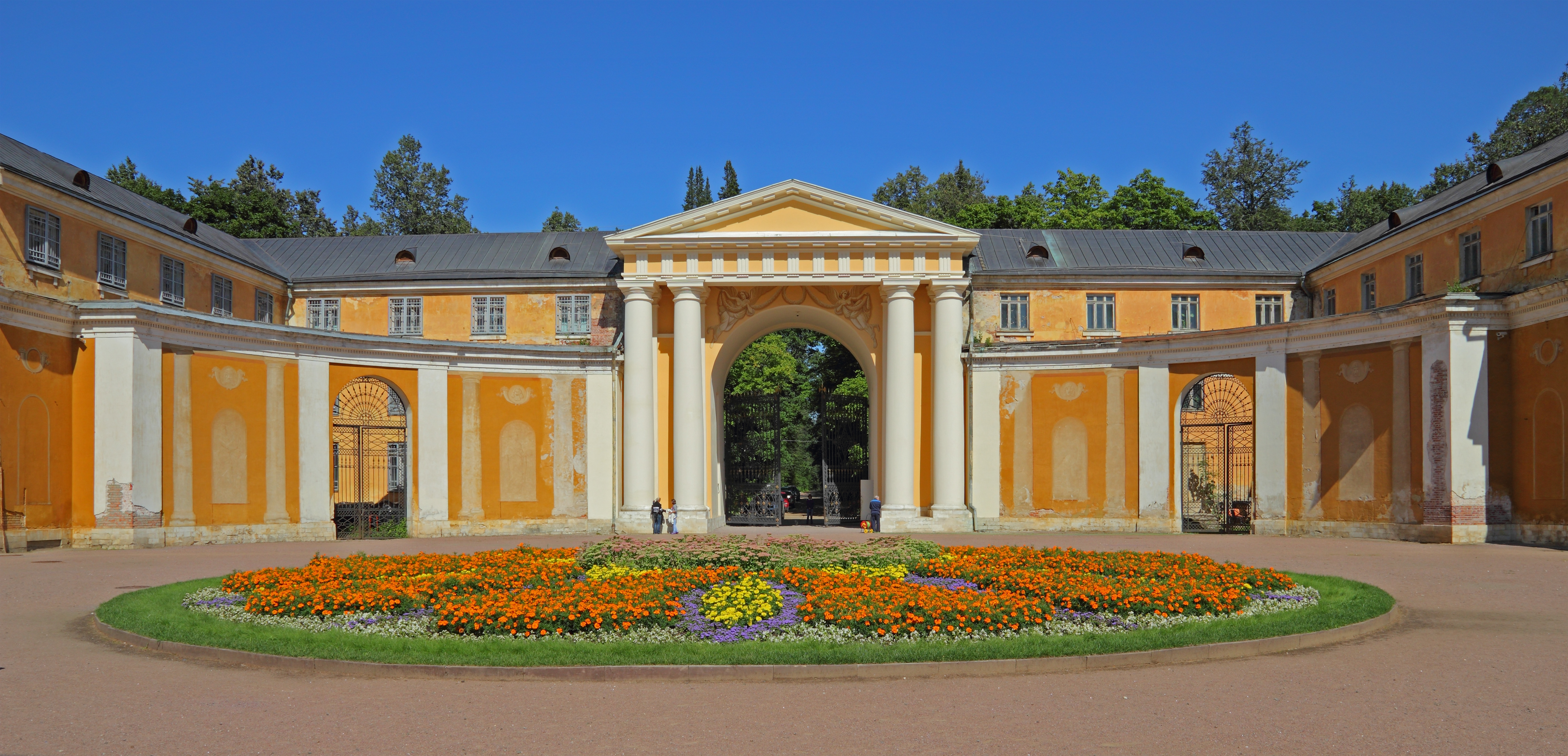
Парадний двір Палацу з в'їзною аркою
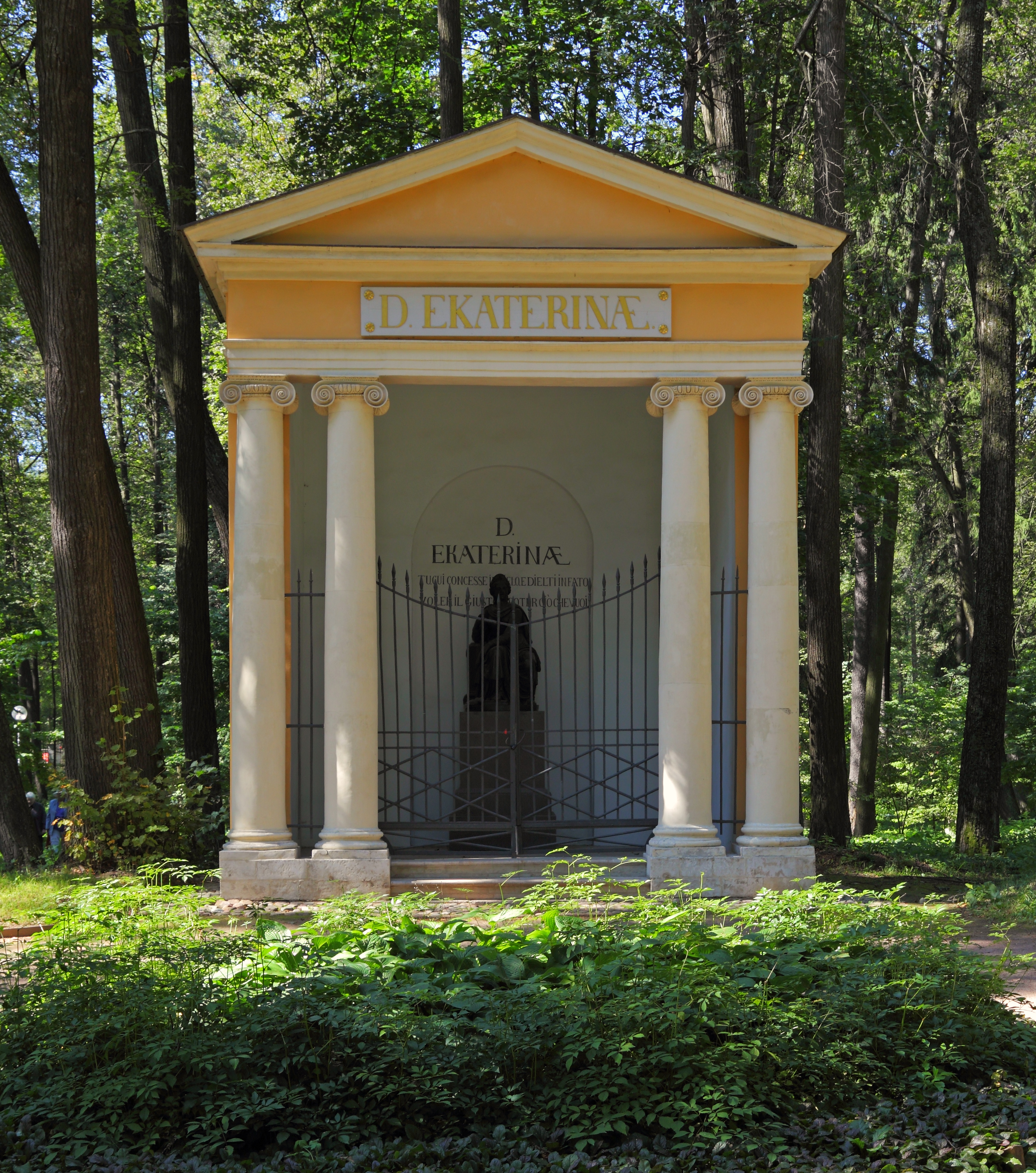
Пам'ятник Катерині ІІ
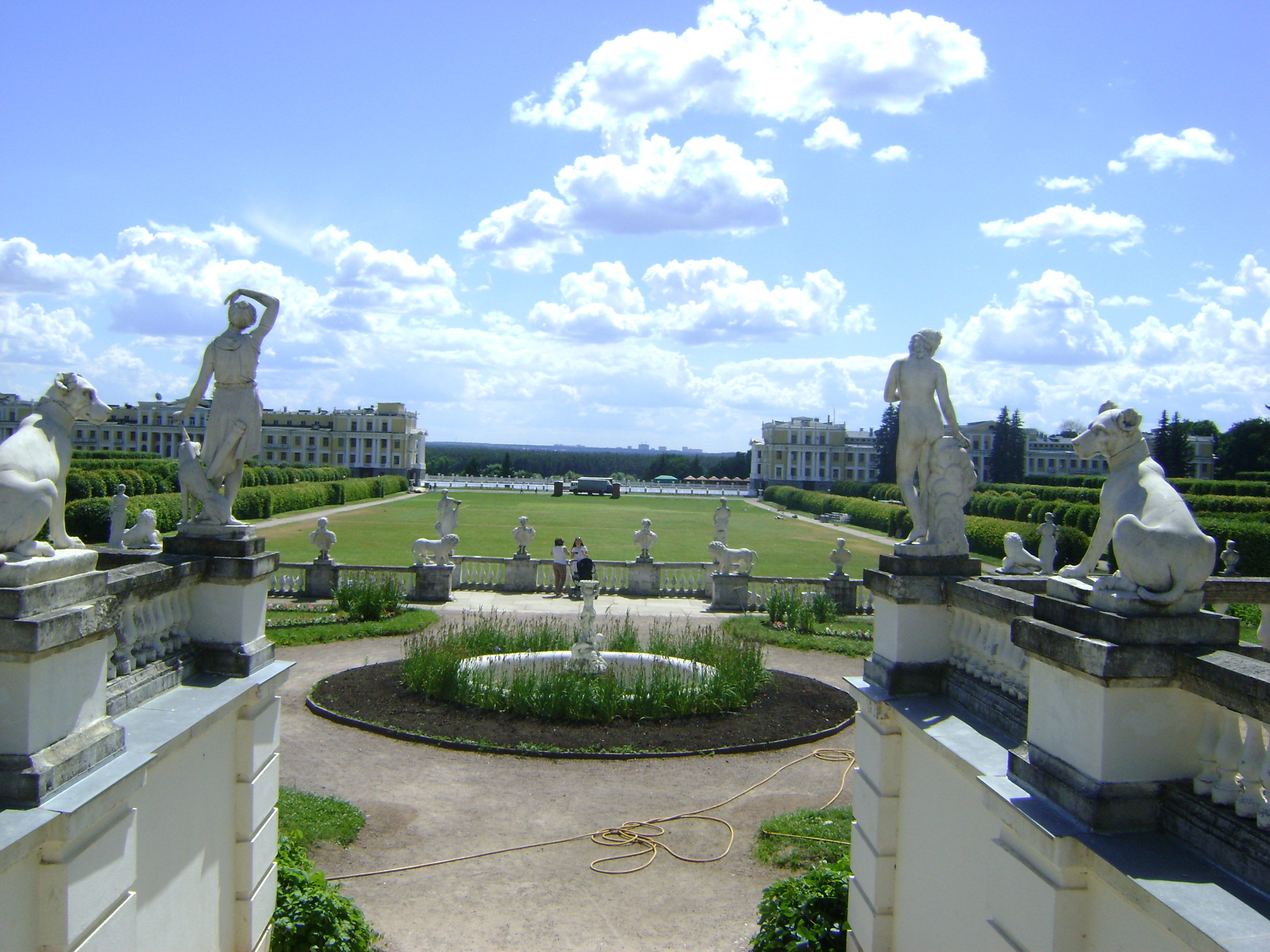
Підмосковний Версаль.
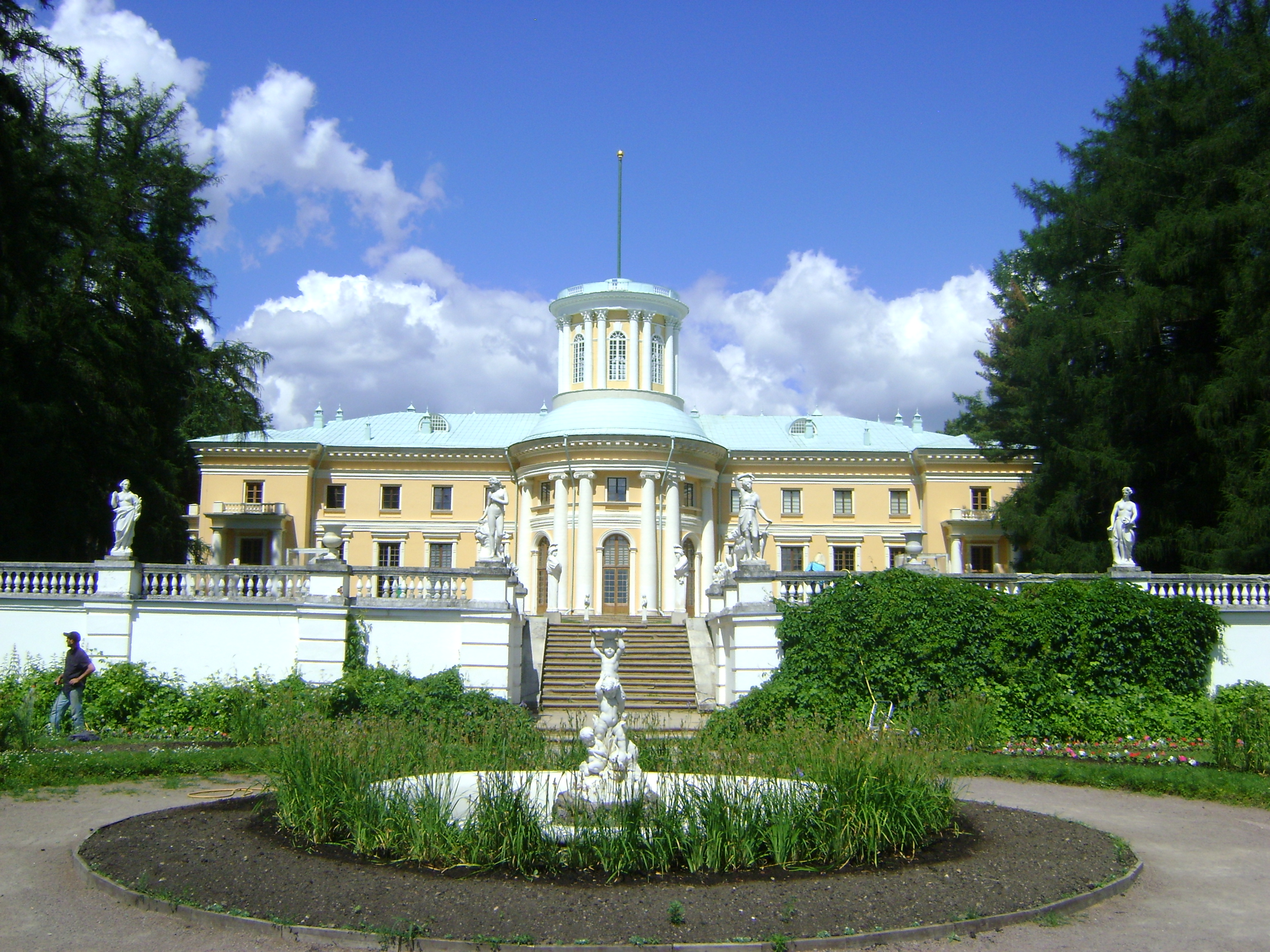
Великий палац Архангельського.
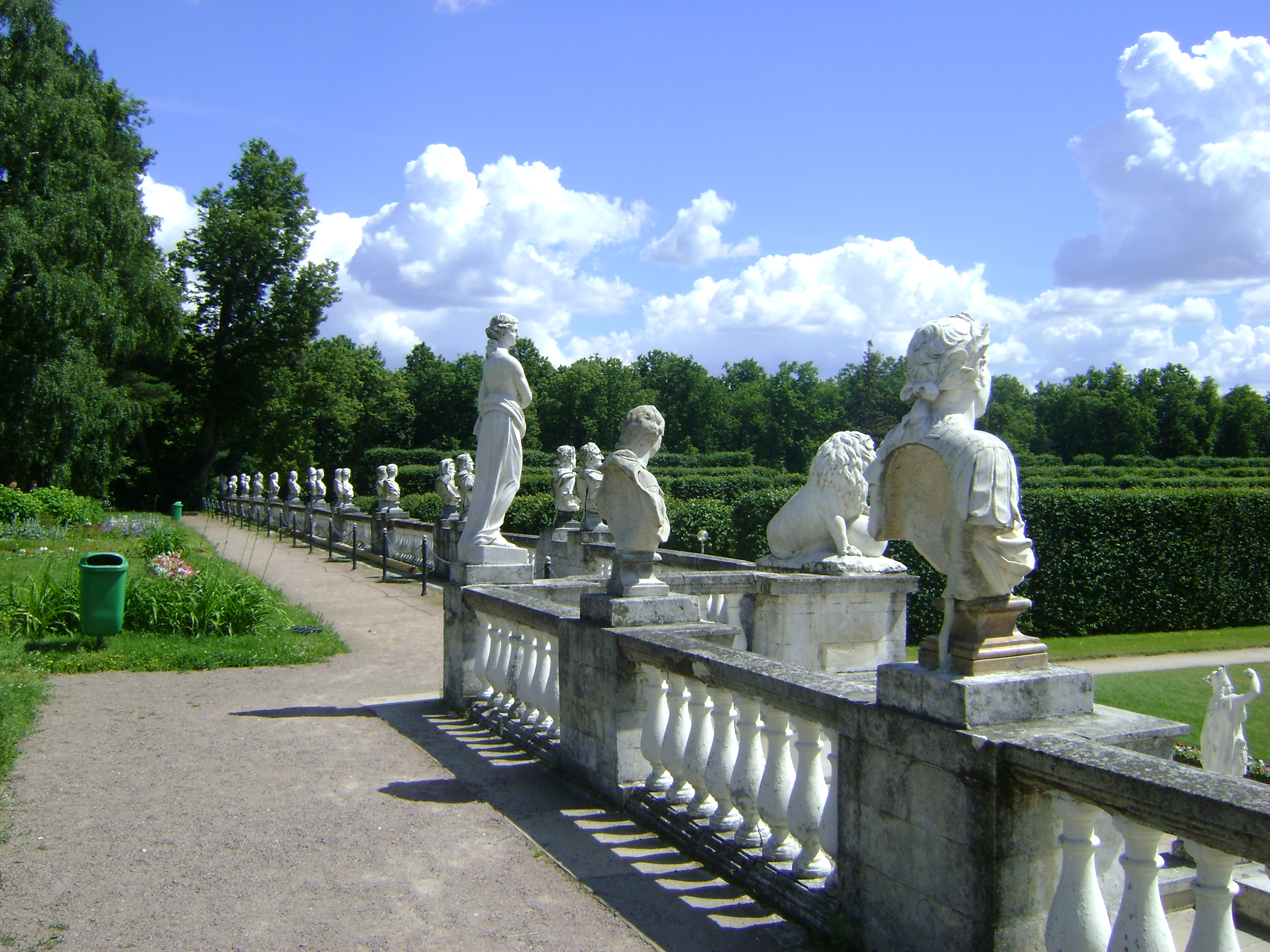
Нижня тераса парку
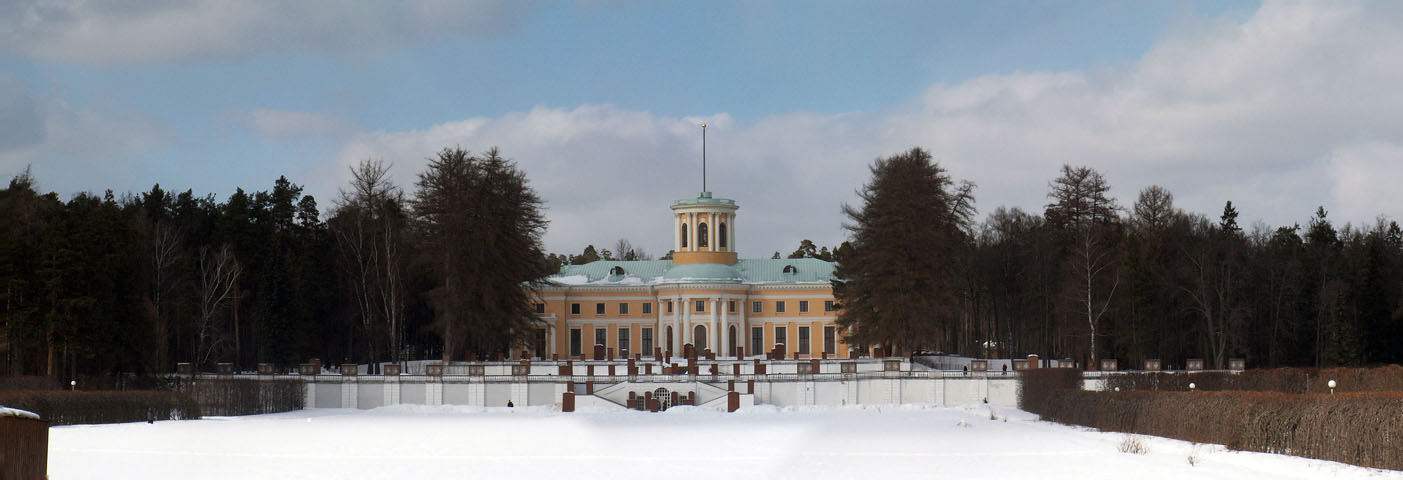
Архангельське взимку